# 东风5型柴油机车
东风5型柴油机车（DF5）是中国铁路使用的电力传动柴油机车车型之一。东风5型柴油机车是由东风4型柴油机车基础上发展而来的调车机车，既适用于编组站和区段站进行调车作业，也可作为小运转及厂矿作业的牵引动力。大连机车车辆厂和唐山机车车辆厂于1974年开始合作研制装用8V240ZJ型柴油机的东风5型调车机车，柴油机装车功率为1,650马力（1,210千瓦），机车主电路和励磁电路基本上套用了与东风4型机车相同的设计，电力传动装置同样采用TQFR-3000型牵引发电机和ZQDR-410型牵引电动机。1975年12月，唐山机车车辆厂试制出第一台东风5型柴油机车，经过厂内初步试验后于1976年3月出厂，但由于机车起动和低速性能未如理想、柴油机和增压器配套性能不佳等原因，唐山工厂于1981年停止生产东风5型柴油机车。随后，铁道部根据“六五”期间对机车车辆工业的产品结构调整，责成大连机车车辆厂和四方机车车辆厂对东风5型柴油机车重新设计。1984年，大连机车车辆厂和四方机车车辆厂分别试制出新的东风5型柴油机车。第二代的东风5型柴油机车改用直列气缸的8240ZJ型柴油机，并采用由大连内燃机车研究所研制的电子恒功率励磁控制装置。1987年底，东风5型柴油机车通过铁道部鉴定，并交由四方机车车辆厂投入批量生产。2002年起，按照通用化、系列化、模块化、标准化的原则，南车四方机车车辆股份有限公司研制出第三代的东风5型柴油机车并投入批量生产，第三代车型装用1,800马力（1,324千瓦）的8240ZJC型柴油机，并采用了铁道部标准化司机室、无刷励磁同步发电机、交流辅助传动系统、以可编程控制器为核心的机车控制系统等新技术。至2006年停产为止，唐山机车车辆厂、大连机车车辆厂、四方机车车辆厂共生产了超过1,100台东风5型柴油机车。

## 发展历史

### 开发背景
1970年代初，随着铁路运输量和牵引吨位的提高 , 中国铁路需要一种功率更大的调车柴油机车。当时，中国铁路使用的调车机车当中蒸汽机车仍占绝大多数，调车柴油机车就只有已经停产的东风2型柴油机车，功率等级为1,080马力，只能适用于牵引定数在2000吨至3000吨以下的中型编组站的调车作业，如过用来推送和牵引3000吨以上的列车则有一定困难。因此，中华人民共和国交通部铁路工业局和机车车辆局根据铁路运输的实际发展需要，在规划铁路牵引动力现代化的基础上，提出研制新一代调车柴油机车以应付未来的需求，满足牵引定数3000吨至4000吨以下大型编组站驼峰调车作业的要求。
1971年5月，唐山机车车辆厂召开计划工作会议，确立了试制调车内燃机车的目标，并据此对工厂展开技术改造。年内，唐山机车车辆厂在四方机车车辆厂的协助下，成功试制出第一台12V180ZL型柴油机。1973年，唐山机车车辆厂以试制调车内燃机车、提高上游型蒸汽机车综合制造能力和客车、热工系统技术改造为内容，制订《全面加速工厂技术改造规划》报交通部。这次技术改造以自制生产柴油机车的专用设备为重点，并根据实际需要新建和扩建部分厂房。1974年，交通部下达《（74）交铁工字第2413号》文件，将安装8V240ZJ型柴油机（2,000马力）的电力传动调车柴油机车列入交通部1975年至1976年科技发展计划，指示大连机车车辆厂和唐山机车车辆厂分别承担机车设计和试制的任务。

### 第一代（唐山机车车辆厂）

#### 研制过程

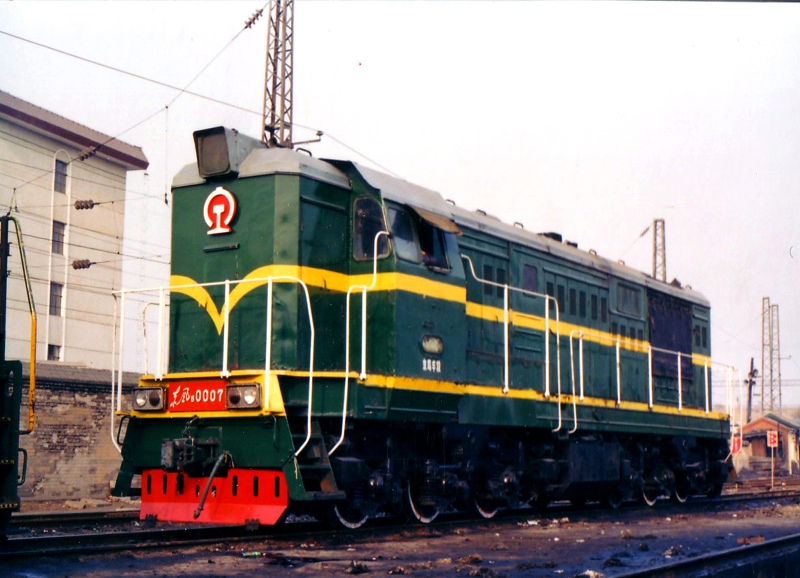
唐山机车车辆厂制造的东风5型0007号机车（1980年代）

1974年11月，唐山机车车辆厂派员前往大连机车车辆厂参与设计工作。1975年初，大连、唐山两厂合作完成了《东风5型调车、小运转交直流电传动内燃机车设计任务书》并经交通部批准，确定了机车的功率等级和性能要求。1975年5月，完成了东风5型调车机车的所有施工设计图纸。东风5型柴油机车是由东风4型柴油机车基础上发展而成的系列产品，主要用途为车站站场调车和干线小运转之用，运转整备重量为120吨，通过最小曲线半径为80米，最高速度为100公里/小时；动力装置为一台8V240ZJ型柴油机，近期装车功率为1,650马力（1,210千瓦），远期装车功率应可达到1,800马力（1,320千瓦）；牵引传动装置采用与东风4型机车相同的TQFR-3000型同步牵引电动机、ZQDR-410型直流牵引电动机、液压伺服马达控制功调电阻励磁调节装置。
1975年7月，唐山机车车辆厂开始试制第一台东风5型柴油机车。1975年底，唐山机车车辆厂试制出第一台8V240ZJ型柴油机，并通过了各种性能试验和100小时可靠性试验。同年12月底，第一台东风5型柴油机车完成总装。1976年1月，东风5型0001号机车开始进行水电阻试验和正线牵引试验，先后在唐遵铁路和唐山车站周边进行牵引性能试验。1976年3月，这台机车正式出厂并交付北京铁路局北京内燃机务段试用，被安排在丰台西站调车场进行运用试验，为进一步改进与提高机车的性能和可靠性提供试验数据。1976年7月初，东风5型0002号机车在唐山机车车辆厂落成，这台机车吸取了第一台原型车的试制经验，对电气系统、车体钢结构、辅助机组及管路等方面作出了共54项修改。

#### 生产情况
1976年7月28日凌晨，唐山市丰南县一带发生了矩震级达7.5级的唐山大地震，地处震中区的唐山机车车辆厂遭到严重破坏，全厂面积98%的建筑物被夷为平地，超过1700名职工遇难。地震前夜，东风5型0002号机车刚刚完成整备，原本准备在地震当天前往京山铁路试运行。地震发生后，这台机车被压在坍塌的车库内，工厂职工冒着余震的危险从废墟中挖出机车，经过修复后于1976年9月出厂并取名为“抗震号”，交付北京铁路局北京内燃机务段使用。“抗震号”机车成为唐山机车车辆厂在抗震复产期间的第一台出厂机车，在当时象征着唐山工人百折不挠的意志和顽强不屈的抗震精神。
1976年底，唐山机车车辆厂在一片废墟上搭起临时简易工棚内，使用地震后修复的机械设备恢复生产。1977年4月8日，工厂在震后新造的东风5型0003号机车试运转成功。1977年4月，根据唐山市的重建统一规划和铁道部的指示，唐山机车车辆厂决定在丰润县新工业区易地重建，设计生产规模为年造东风5型柴油机车100台，软卧客车和特种车100辆，厂修客车600辆。在建造新厂的同时，工厂原址重建临时性简易厂房，并继续少量生产东风5型柴油机车，1977年生产5台（0003~0007），1978年生产8台（0008~0015），1979年生产12台（0016~0027），1980年生产5台（0028~0032）。由于第一代的东风5型柴油机车在结构和性能方面存在不少问题，铁道部于1981年指示唐山机车车辆厂停止生产东风5型机车，并要求增加上游型蒸汽机车的产量。从1976年至1980年，唐山机车车辆厂生产了共32台东风5型机车，这批初代的东风5型机车被统称为抗震型机车。

### 第二代（大连机车车辆厂）

#### 研制过程

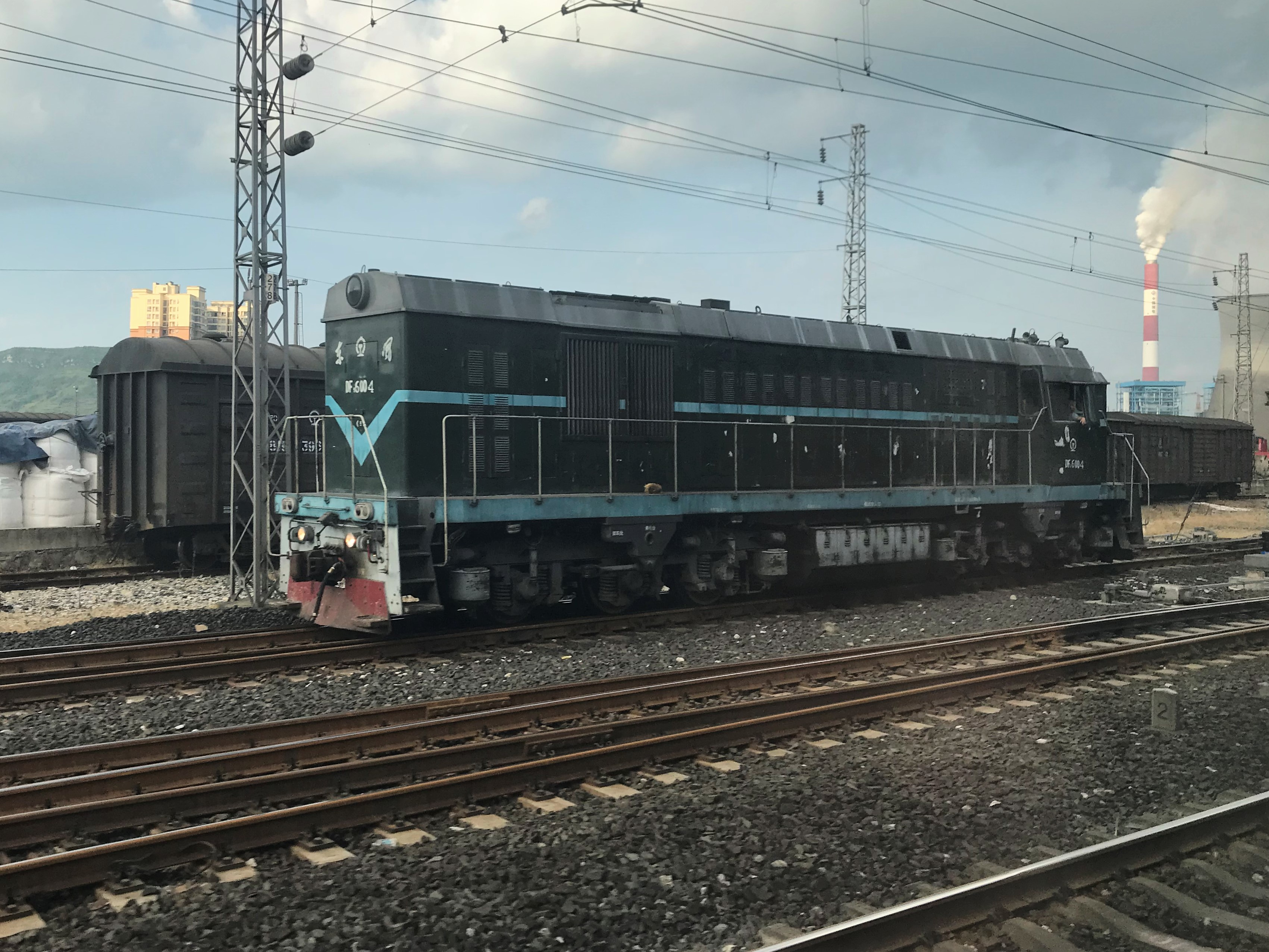
大连机车车辆厂为锦西天然气化工制造的东风5型6004号机车

1981年，唐山机车车辆厂停产第一代的东风5型机车后，铁道部指示大连机车车辆厂进行改进设计并重新试制第二代的东风5型机车。大连机车车辆厂于1982年开始进行第二代车型的设计（设计图号DLJ8）。1983年，大连机车车辆厂成功试制第一台气缸直立布置的8240ZJ型柴油机。1984年4月，完成了机车全套图纸的编制工作，同年5月开始进入试制阶段。1984年9月，东风5型1001号机车在大连机车车辆厂落成，并于9月24日在沈大铁路南关岭到甘井子之间进行调车试验，各项技术指标均达到设计要求。9月26日，时任大连市委第一书记胡亦民、市长魏富海等为机车出厂剪彩。这台机车经过一系列调试和出厂试验后，被安排到济南铁路局济南机务段进行运用考核。经过重新设计后，新一代的东风5型机车不但消除了上一代车型振动大等缺点，而且其起动牵引力和持续牵引力也有较大提高。第二代车型的运转整备重量为135吨，通过最小曲线半径为100米，最高速度为80公里/小时，柴油机装车功率为1,650马力（1,210千瓦）。

#### 主要变化
第一代车型的主要问题包括震动大、冒黑烟和起动慢，其中头两项与柴油机有关，第三项与恒功率励磁系统有关。由于8V240ZJ型柴油机采用50°V形夹角，二级往复惯性力矩不平衡产生的强烈二阶振动是其最棘手的难题，虽然在最初设计中已经布置了两根和转向相同的二级平衡轴，但平衡效果并不理想。后来又曾经尝试采用转向相反的大小平衡轴来平衡二级惯性力，却产生了更大的附加力矩和机体震动，为解决附加力矩又再加上带平衡重齿轮，不料却导致轴承不堪负荷。这些解决方案不但于事无补，反而使结构变得更加复杂。因此，大连机车车辆厂直接放弃对8V240ZJ型柴油机的改良，重新设计了采用直列八缸形式的8240ZJ型柴油机，这种气缸布置不仅在平衡性具有先天优势，还有利于简化机体和传动轴系的结构。
第一代的东风5型机车直接沿用了东风4型机车的机车主电路和励磁电路，在东风4型机车上存在的起动慢问题，同样在东风5型机车身上发生。功调电阻励磁调节装置的主要缺点是在柴油机第8档以下挡位时无法发挥恒功作用，在机车起动时只能给牵引发电机提供最小励磁电流，牵引发电机供给牵引电动机的电流偏低，起动电流小而且增长缓慢，导致机车加速性能未如理想。这对于作为干线机车使用的东风4型机车而言影响相对较小，但对于经常低速运转的调车机车而言正是致命弱点。为此，大连机车车辆厂为第二代东风5型机车设计了一套电子恒功率励磁调节装置，使牵引发电机在柴油机各档转速下都能获得理想外特性。此外，排气冒黑烟的问题则出自于柴油机增压器，8V240ZJ型柴油机采用的45GP802型涡轮增压器，并不适合调车机车柴油机转速多变的要求，由于增压器的转子转速不能很快跟上柴油机转速的变化，引致提手柄加速时因空气供应滞后而产生大量黑烟。第二代的东风5型机车采用经过改良的45GP802-1型增压器，同时在电子恒功率励磁调节装置引入增压器转速信号，使柴油机转速能按最佳增长率上升。

#### 生产情况
东风5型柴油机车由铁道部安排转交四方机车车辆厂改进设计和批量生产之后，大连机车车辆厂仍然根据地方厂矿企业的订单需求，按原来的图纸生产过为数不多的东风5型机车。当中某些机车的编号与四方机车车辆厂的产品混杂，例如云南天安化工有限公司的东风5型1068号机车、中国石化胜利油田胜利发电厂的东风5型1090号机车。部分机车则采用独立的编号号段，例如锦西天然气化工有限责任公司的东风5型6001号~6005号机车、中国石油化工股份有限公司胜利油田分公司的东风5型9001号~9003号机车。

### 第二代（四方机车车辆厂）

#### 研制过程

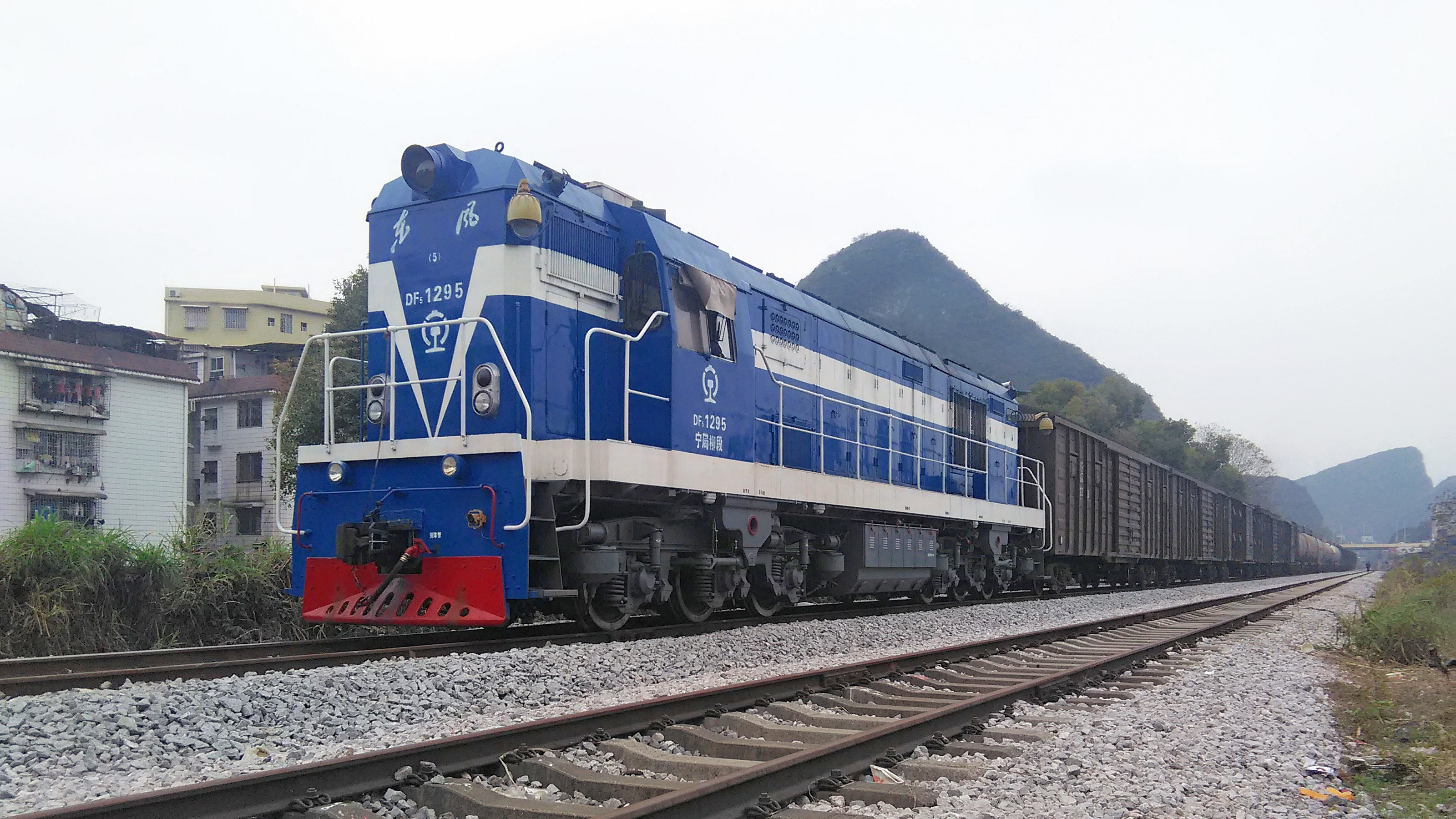
柳州机务段的东风5型1295号机车

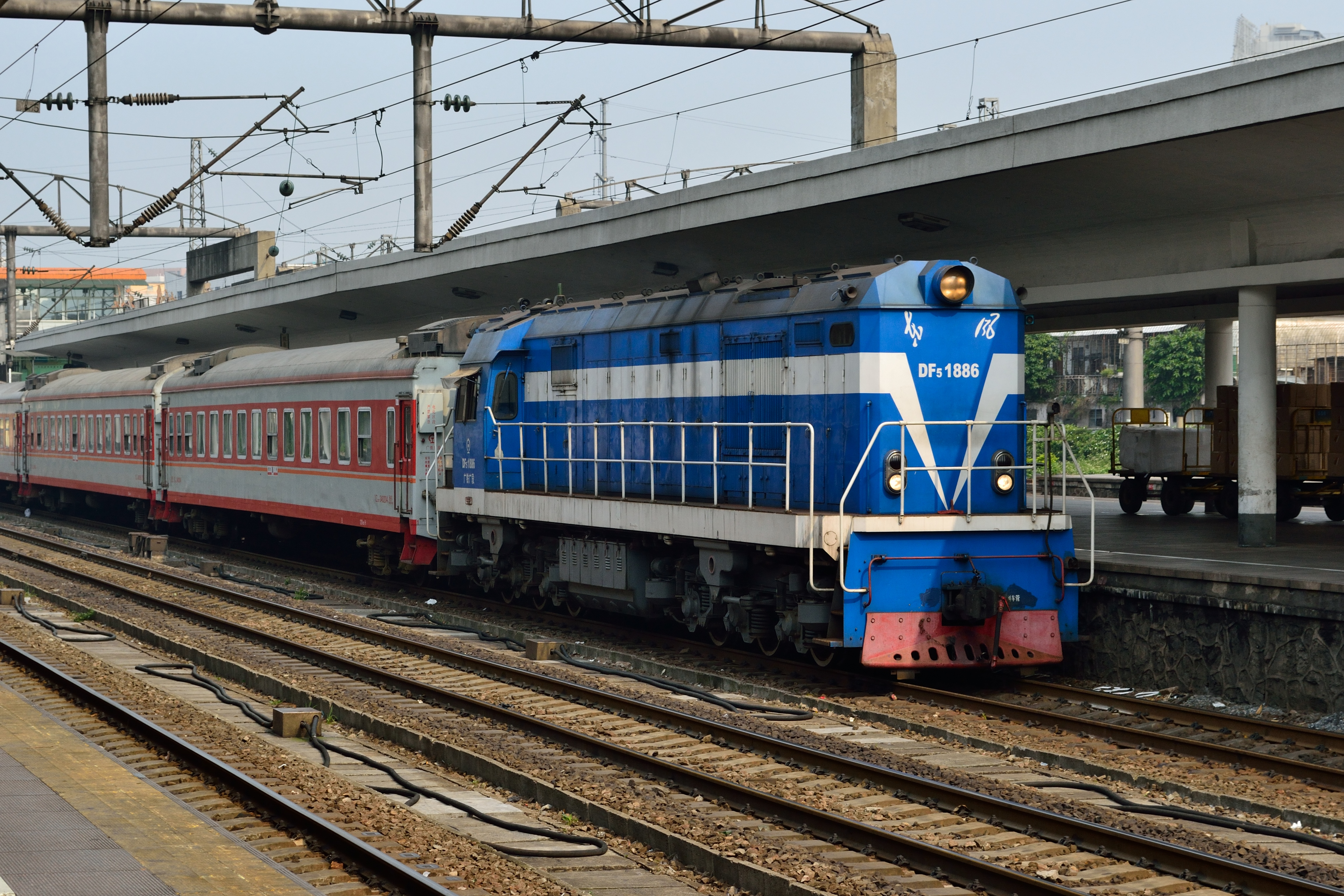
广州机务段的东风5型1886号机车在广州站内调车

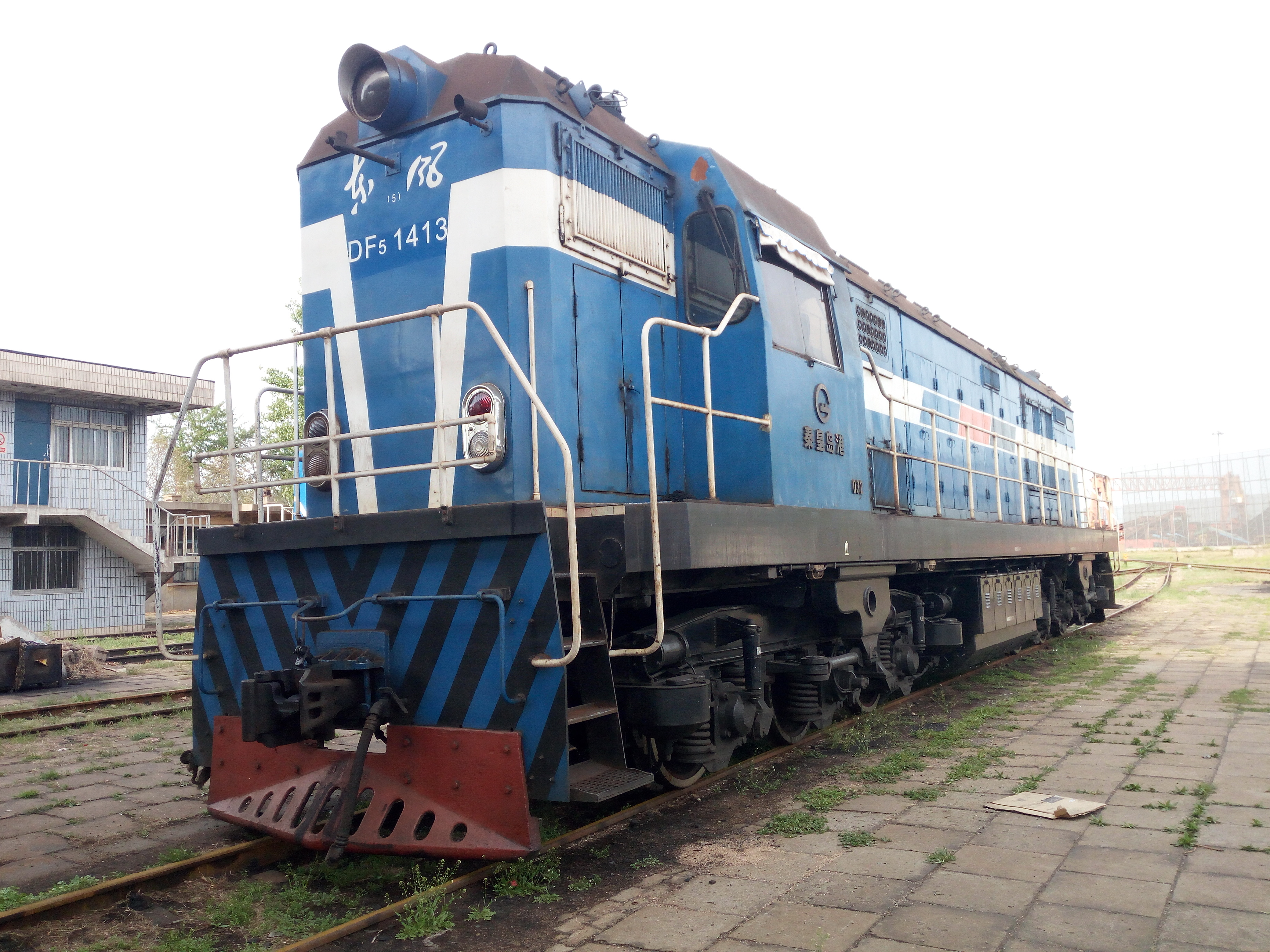
秦皇岛港务局的东风5型1413号机车

经过“五五”期间国民经济三年全面调整时期后，铁道部意识到机车车辆工业的生产能力已跟不上运输需要，因此决定在“六五”期间加快对机车车辆工业的技术改造，并对机车车辆按实际需要进行产品结构和生产布局的调整。1983年9月，铁道部召开了机车车辆工业会议，制定了《机车车辆工业企业技术改造和生产发展规划》，确定四方机车车辆厂在完成东方红3型柴油机车的生产和厂修任务的同时，准备开始生产8240ZJ型柴油机并组装部分东风5型柴油机车。同年，铁道部工业局要求四方机车车辆厂在1984年内按大连机车车辆厂提供的图纸试制一台东风5型柴油机车。1984年12月，东风5型1002号机车在四方机车车辆厂落成，该车使用之柴油机购自大连机车车辆厂；12月26日，工厂为东风5型柴油机车和RW19型国际联运客车举行落成典礼，时任铁道部副部长张辛泰、山东省副省长兼青岛市委书记刘鹏出席了剪彩仪式。1985年1月，东风5型1002号机车交付济南铁路局济南机务段投入运用。
1985年，四方机车车辆厂根据国家经委和铁道部的要求，总结了在机车试制中的发现的问题，在大连机车车辆厂图纸的基础上修改进了部分设计，同年内又试制出东风5型1003号及1004号机车（设计图号SFJ12）。四方机车车辆厂为其重新设计了车体钢结构和外形，并修改了辅助传动系统和通风系统，机车运转整备重量为138吨，通过最小曲线半径为100米，最高速度为80公里/小时，柴油机装车功率为1,650马力（1,210千瓦）。1986年起，四方机车车辆厂开始按该图纸小批量生产东风5型柴油机车，同时亦开始自行生产8240ZJ型柴油机，并对机体和曲轴材质作出了改进，提高了柴油机的可靠性和耐久性。1987年8月至9月，铁道部委托大连内燃机车研究所对东风5型机车及8240ZJ型柴油机进行部级鉴定试验，牵引热工性能试验在研究所的机车定置试验台上进行，试验项目包括牵引性能试验、起动牵引力试验、空转油耗试验、冷却能力试验、辅助功率测试、震动水平测量等，而机车运行阻力和制动距离试验则是在沈大铁路营口至大石桥间进行。同年11月，四方车辆研究所对东风5型机车进行动力学性能鉴定试验，试验是在青岛铁路分局管内胶济铁路坊子至谭家坊区间进行，试验结果显示东风5型机车具有良好的运行平稳性和安全性。1987年12月28日，东风5型机车正式通过部级鉴定，并在四方机车车辆厂投入批量生产。
截至1989年底，四方机车车辆厂厂已生产东风5型机车共68台（包括口岸型机车）。最早配属第二代东风5型机车的用户包括济南铁路局（济南机务段、济南西机务段、徐州机务段、青岛机务段）、沈阳铁路局（苏家屯机务段、长春机务段、四平机务段、山海关机务段）、哈尔滨铁路局（牡丹江机务段、绥芬河机务段）。1990年代起，随着东风5型机车的产量不断增加，其运用范围已遍及全国十八个铁路局，各地的许多路外厂矿企业也订购了东风5型机车。为适应不同地区的各种使用环境，四方机车车辆厂还分别开发了加强防寒型、宽轨口岸型和准轨口岸型等几个品种的东风5型柴油机车。东风5型机车先后获得铁道部科技进步奖（1988年）、国家科技进步二等奖（1989年）、铁道部优秀产品称号（1991年）。
四方机车车辆厂自1986年开始生产8240ZJ型柴油机以来，先后解决了烧瓦、机油压力低、回手柄停车、机油泵烧套、水泵漏水、增压器不可靠等惯性质量问题。自1991年起，四方机车车辆厂为了提升8240ZJ型柴油机的经济性和可靠性，对提升功率和改进部分工况油耗等方面进行了研究，于1991年4月研制出8240ZJC型柴油机，标定功率由1,800马力（1,320千瓦）提高至2,000马力（1,470千瓦），装车功率由1,650马力（1,210千瓦）提高到1,800马力（1,324千瓦），该柴油机由原来的四个中冷器改为一个，并对机体和冷却水系统进行了局部改进设计，在提升柴油机效率和功率的同时亦降低了制造成本。1993年8月31日，8240ZJC型柴油机完成全部性能试验。1994年，秦皇岛港务局向四方机车车辆厂订购首批三台装用8240ZJC型柴油机的东风5型机车，并在秦皇岛港投入运用。从1999年生产的东风5型1701号机车开始，批量生产的东风5型机车均安装了8240ZJC型柴油机，直到2002年转产第三代车型为止共生产了251台（1701~1951）。为了与以往装用8240ZJ型柴油机的车型作出区别，这些装用C型柴油机的机车或被称呼为东风5C型机车。

#### 口岸型机车
1988年，四方机车车辆厂按照铁道部提出的要求开始设计东风5型口岸机车，用于中国与苏联、蒙古国接壤边境地区的口岸过境铁路运输，至1989年2月完成施工设计并开始试制。1989年11月，四方机车车辆厂试制出首批两台东风5型口岸机车（4001~4002），随后交付哈尔滨铁路局绥芬河机务段投入运用考核。1990年1月，东风5型4002号口岸机车在哈尔滨铁路局管内对进行了防寒性能试验，并在滨绥铁路牡丹江至绥芬河间完成牵引性能试验。口岸型机车是根据口岸地区的特殊使用要求而设计，可按需要换装宽轨或准轨轨距的转向架，并可以换装符合苏联和蒙古铁路标准的SA-3型车钩，或者中国铁路标准的13号上作用车钩。因为这些边境口岸的冬季严寒气候，口岸型机车均采取了强化防寒措施，司机室内额外增加一台暖风机和电热器，可保证车外温度-40℃时的车内温度不低于20℃；空气制动系统加装风源净化装置和总风缸自动排水阀，柴油机进气系统增加防喘振排气阀，并采用专门研制的耐低温蓄电池。
1989年至1992年，四方机车车辆厂共生产了26台口岸型机车，其中11台机车（4001～4011）为适用于1,524毫米轨距的宽轨机车（设计图号SFJ19），其余15台机车（5001～5015）为适用于1,435毫米轨距的准轨机车（设计图号SFJ25）。口岸型机车主要配属哈尔滨铁路局绥芬河机务段和牡丹江机务段（与俄罗斯接壤的绥芬河口岸）、乌鲁木齐铁路局奎屯机务段和乌鲁木齐机务段（与哈萨克斯坦接壤的阿拉山口口岸）、呼和浩特铁路局賽汗塔拉机务段和集宁机务段（与蒙古国接壤的二连浩特口岸）、沈阳铁路局通化机务段、吉林机务段和梅河口机务段（与朝鲜民主主义人民共和国接壤的集安口岸）等，担当口岸车站调车和列车编组，以及部分国际联运列车的过境牵引任务。

#### 防寒型机车
为了确保东风5型机车在严寒地区安全运用，铁道部要求从1991年10月起配属哈尔滨铁路局、沈阳铁路局、乌鲁木齐铁路局、兰州铁路局、呼和浩特铁路局的机车均需要采取加强防寒措施。防寒型机车的设计参考了口岸型机车的经验，主要措施包括司机室内额外增加一台暖风机和电热器，司机室顶棚和地板铺设双层保温材料，空气制动系统加装风源净化装置，柴油机进气系统增加防喘振排气阀，并采用耐低温蓄电池和燃油箱防寒层。

#### 试装陕柴柴油机
六机部因应海军舰艇推进动力的需求，于1978年与法国热机研究所（SEMT）签订了关于引进PA6系列柴油机的生产授权协议，并于1983年起由陕西柴油机厂（四O八厂）生产国产化的PA6系列柴油机。由于当时中国经济处于转轨期，中国船舶工业总公司下属工厂都面临生产任务不足的局面。而在同一时间，“六五”期间机车车辆工业生产能力与铁路运输需求的矛盾越来越大，中国不得不花费大量外汇从国外大批量进口铁路机车以解燃眉之急。有鉴及此，陕西省政府、陕西柴油机厂、中船总公司曾多次向上级主管部门建议，让陕西柴油机厂为铁道部门生产大功率柴油机。
1985年6月19日，国家计委召集铁道部和中船总公司共同研究将PA6系列柴油机用于柴油机车的问题。同年，9月7日，铁道部发出通知表示同意中船总公司无偿提供一台PA6型柴油机以供试用。1986年9月，陕西柴油机厂和四方机车车辆厂合作完成了6PA6L-280型柴油机（2,400马力）的性能试验和验收试验。1986年12月，四方机车车辆厂将一台6PA6L-280型柴油机装上东风5型1007号机车，并于1987年1月配属济南铁路局青岛机务段，在青岛西站调车场投入运用。同年6月18日，东风5型1007号机车转配属济南西机务段，7月1日起在济南西编组站投入运用。同年8月，为了与装用8240ZJ型柴油机的东风5型机车作对比试验，济南铁路局将原配属济南机务段的东风5型1005号机车调入济南西机务段。东风5型1007号机车在使用一年零四个月共10126小时后因缺少修复配件而暂停使用，柴油机经拆缸检查后轴瓦、曲轴、活塞等部分均没有发现明显磨损。
尽管中船总公司和陕西柴油机厂对该计划抱有很大期望，铁道部对此的反应则相对谨慎和冷淡，其中一个原因是PA6系列柴油机尚未完全国产化，截至1987年底国产化率仍只有约75%，与铁道部要求的百分之百国产化有一段距离。6PA6L-280型柴油机的价格约为每台59万元人民币（按年产50台的规模计算），而8240ZJ型柴油机的价格约为每台40万元人民币（包括铁道部内部补贴）。除此之外，在通货膨胀严重且工厂利润连年下降、铁道部实行经济承包责任制的1980年代后期，铁道部不得不更重视成本管理和部属工厂利益。陕西柴油机厂原本拟计划提供一台12PA6L-280型柴油机（4,800马力）供铁道部门试用，但最终亦和试装6PA6L-280型柴油机的东风5型机车一样不了了之。

### 第三代（四方机车车辆厂）

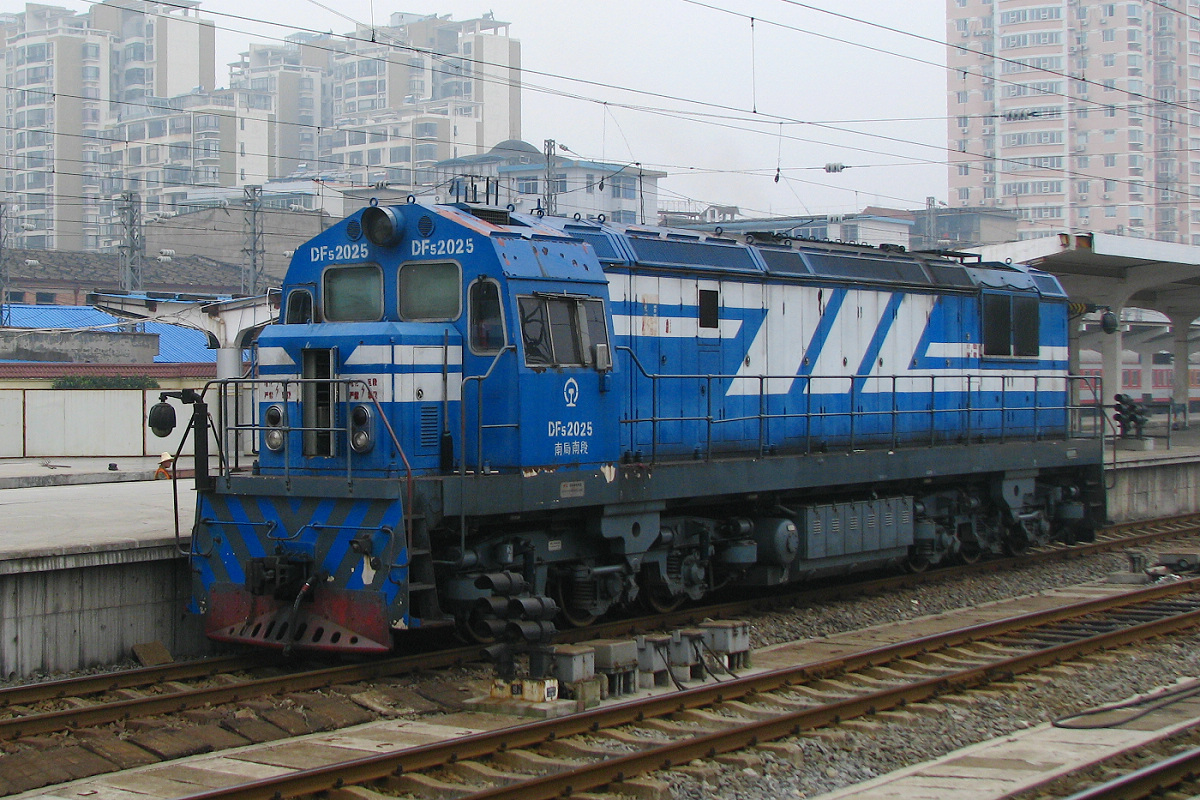
采用标准化司机室的东风5改进型机车

2001年，四方机车车辆厂应铁道部的要求开始设计采用标准化司机室的东风5型柴油机车，并于2002年起从东风5型1952号机车开始投入批量生产。第三代的东风5型柴油机车又被称为东风5改进型机车，采用了通用化、系列化、模块化、标准化的设计理念，并在零部件与生产工艺等方面作出了多项改进，解决了原来东风5型机车存在的惯性质量问题。第三代的东风5型柴油机车应用了NJ1型柴油机车的模块化设计，并按铁道部规定改为采用标准化司机室。升级后的牵引传动系统使用无刷励磁的JF208C型交流同步发电机，以及由可编程控制器（PLC）作为核心的控制系统，大幅减少了容易发生故障的中间继电器，有效降低了机车控制系统的故障率。此外，第三代的东风5型机车还具备辅助交流传动的升级选项，参考了东风7E型柴油机车应用辅助交流传动技术的经验，冷却风扇和牵引电动机通风机均由交流电动机驱动，采用由大连机车研究所设计的双绕组变极电机和辅助发电机励磁调节方案，首两台采用辅助交流传动的东风5型1974号及1975号机车于2002年8月配属兰州铁路局兰州西机务段使用。截至2006年，南车四方机车车辆股份有限公司共生产了132台东风5改进型机车（1952～2083），最后一台东风5型2083号机车同年交付中国石油兰州石化公司。
2002年12月，南车四方机车车辆股份有限公司在东风5改进型机车的基础上，开发出装用12V240ZJ型柴油机的东风7G型柴油机车，并从2003年起投入批量生产。该型机车所采用的各系统技术设计方案和设备布置，均与经铁道部定型的东风5改进型调车机车完全相同。与东风5改型机车相比，东风7G型机车的柴油机装车功率由1,800马力（1,324千瓦） 提高至2,700马力（2,000千瓦），机车标称功率亦由1,400马力（1,040千瓦）提高至2,000马力（1,500千瓦）。 

### 援助朝鲜

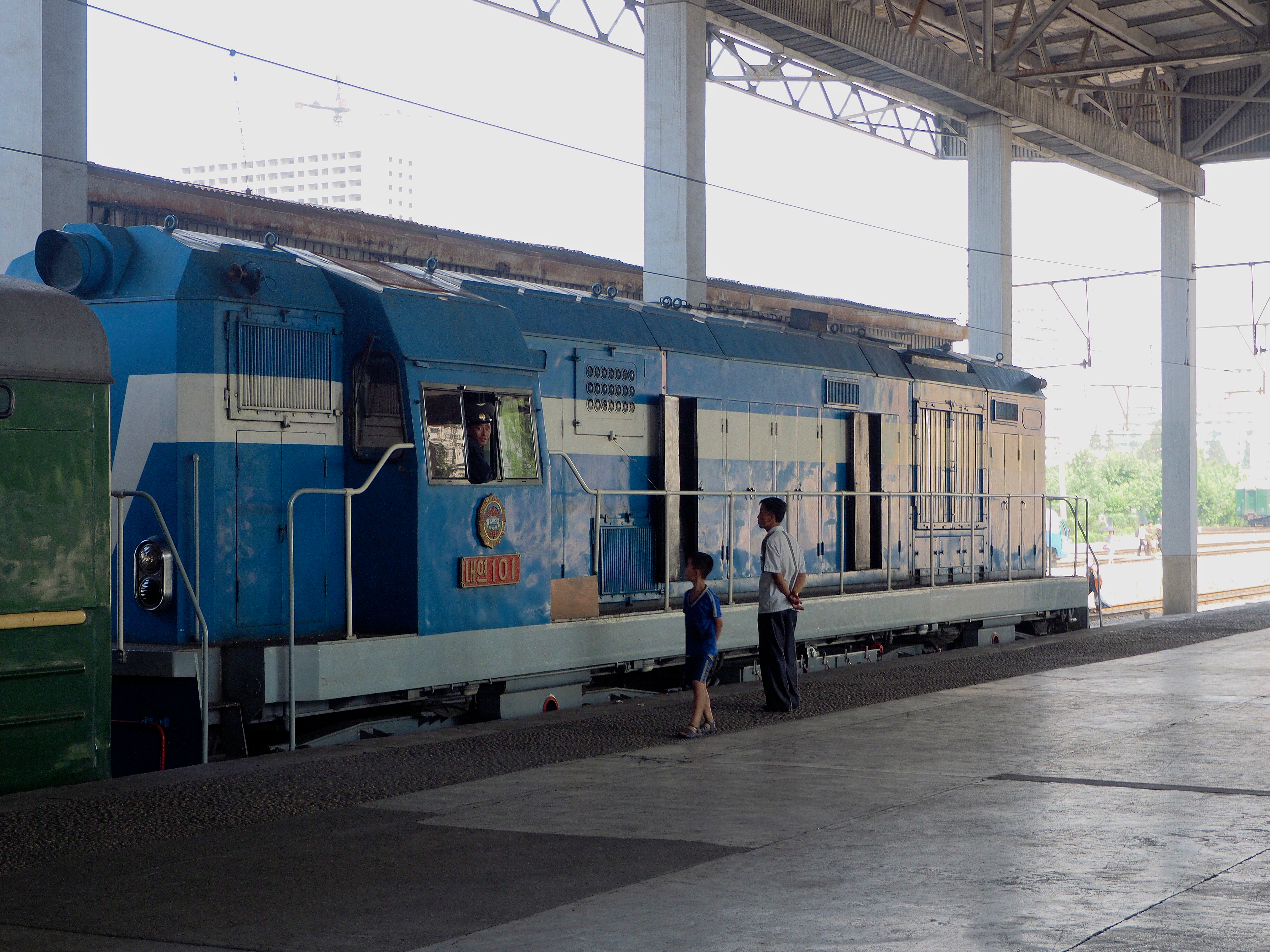
朝鲜铁道内燃101号柴油机车在平壤站

2006年至2008年间，中华人民共和国铁道部曾经将国内淘汰的东风5型机车无偿援助朝鲜民主主义人民共和国。在朝鲜民主主义人民共和国铁路系统中，这些机车被定型为朝鲜铁道100型柴油机车，机车编号为（意为“内燃”）。该型机车也被用于担当中朝国际联运旅客列车的牵引任务，包括95/85次列车和K27/28次列車在丹东至新义州之间的机车交路（与沈阳铁路局苏家屯机务段的东风5型机车交替担当），以及满浦至集安间7263/8271次旅客列车（与沈阳铁路局梅河口机务段的东风5型机车交替担当）。

## 技术特点

### 总体布置

#### 基本结构

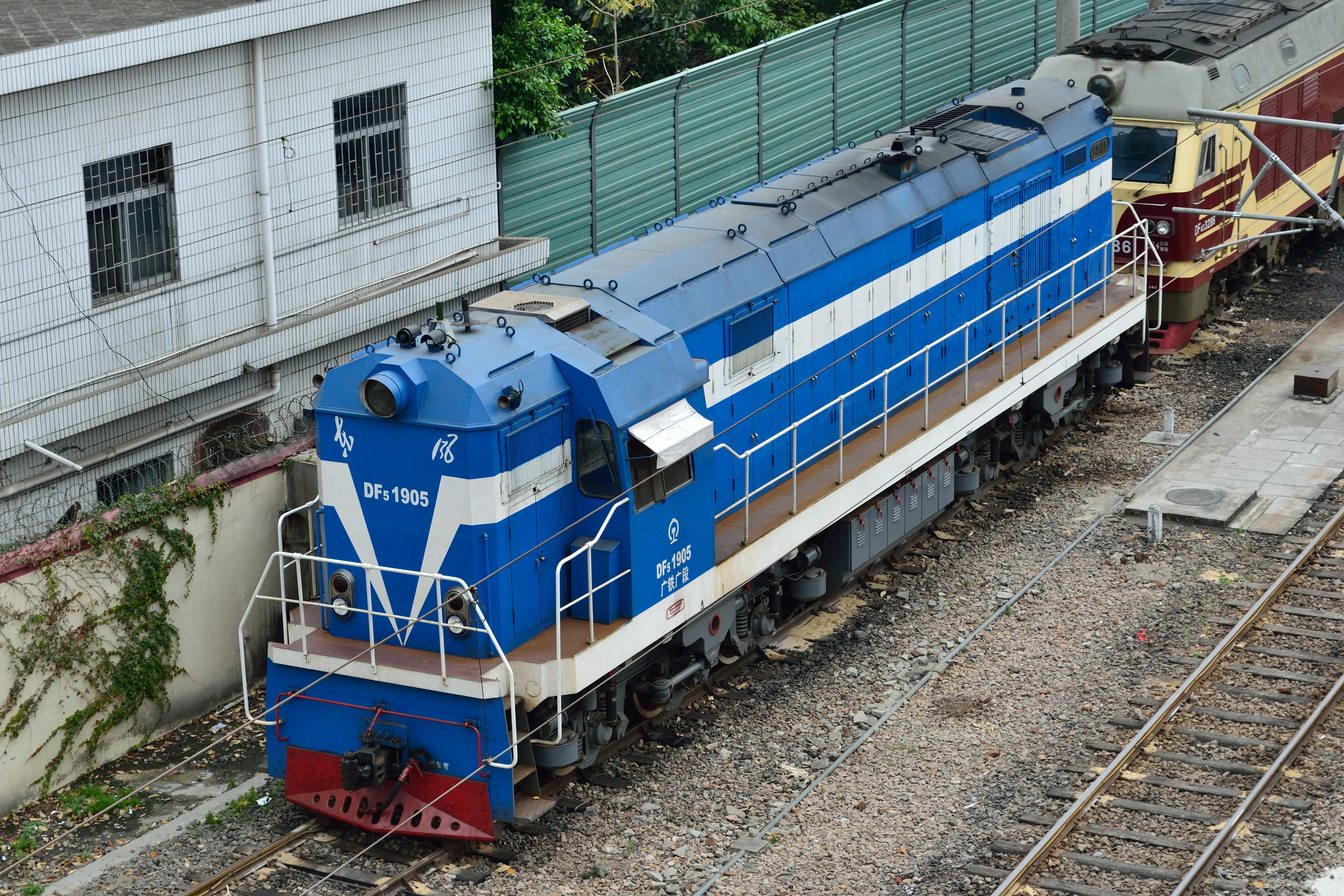
第二代车型的车体外观

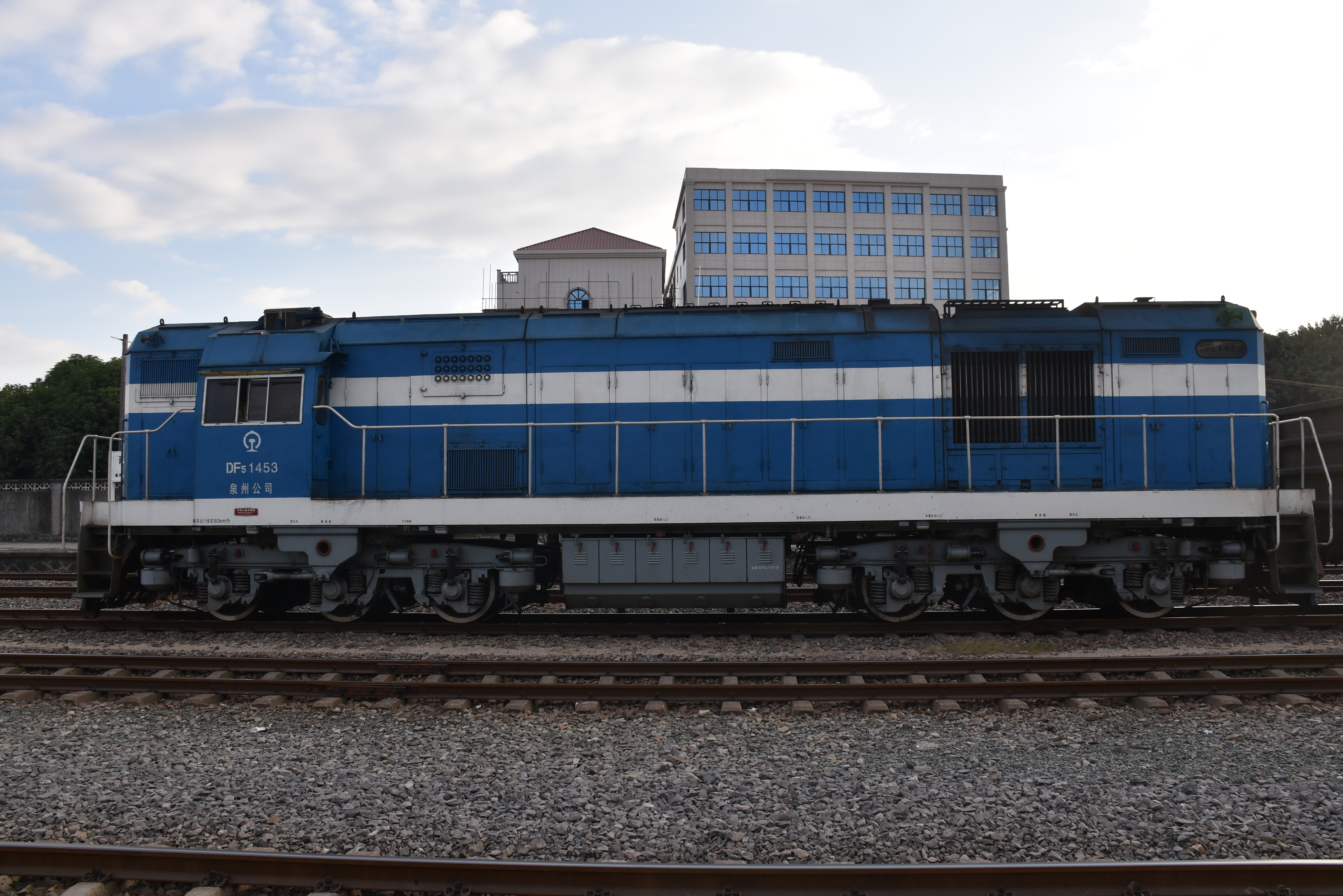
第二代东风5型机车车体侧面

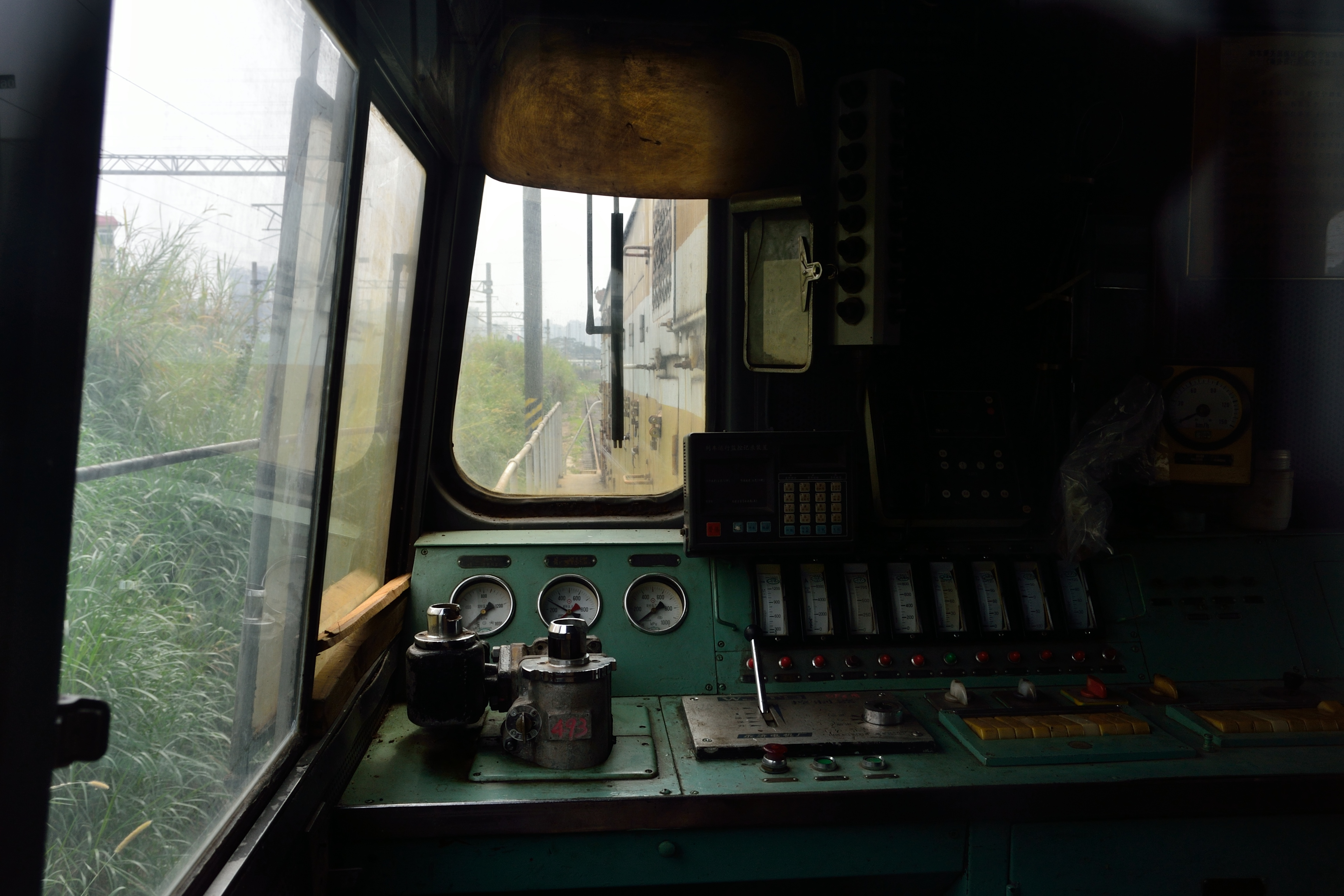
第二代车型的司机操纵台

东风5型柴油机车是调车及小运转用的六轴柴油机车。第一代车型（唐山）的机车标称功率为1,250马力（930千瓦），构造速度为100公里/小时，运转整备重量为120吨，轴重为20吨。第二代车型（大连）的机车标称功率为1,250马力（930千瓦），构造速度为80公里/小时，运转整备重量为135吨，轴重为22.5吨。第二代车型（四方）的机车标称功率为1,250马力（930千瓦），构造速度为100公里/小时，运转整备重量为138吨，轴重为23吨。第三代车型（四方）的机车标称功率为1,400马力（1,040千瓦），构造速度为100公里/小时，运转整备重量为138吨，轴重为23吨。
机车采用外走廊式及中梁承载的罩式车体结构，车体所有载荷均由车体底架承担。第一代车型的车体底架长度为14,800毫米，车钩中心线间距为16,900毫米，车体宽度为3,300毫米，车体高度为4,550毫米。第二代车型的车体底架长度为18,000毫米，车钩中心线间距为18,800毫米，车体宽度为3,285毫米，车体高度为4,752毫米。第三代车型的车体底架长度为18,400毫米，车钩中心线间距为19,400毫米，车体宽度为3,285毫米，车体高度为4,648.5毫米。车身两侧和两端设有行走通道，车体两侧设有供乘务人员检修设备的拉门。车体底架两端装有13号上作用车钩、牵引缓冲装置和排障器。车体底架下部两台转向架之间吊挂着一个燃油箱（第一代为5,000升，第二代为5,500升，第三代为6,000升）。燃油箱两侧设有铅酸蓄电池组（第一代车型的蓄电池组设置在靠近司机室一端的车外走廊上）。

#### 设备布置

##### 第一代车型
机车从前到后分别为冷却室、动力室、司机室和电气室，其中电气室方向为短罩端，冷却室方向为长罩端。冷却室内设有冷却水系统和散热装置，冷却室顶部装有一个由静液压马达传动的轴流式冷却风扇，冷却风扇直径为1,600毫米，冷却室两侧共设有30个铜管带式散热器单节，冷却室内还装有膨胀水箱、机油滤清器、机油热交换器和预热循环水泵。机车设有两套独立的循环冷却水系统，分别为冷却柴油机的高温冷却水系统，以及冷却增压空气、机油、静液压传动油的低温冷却水系统。位于机车中部的动力室内安装了一套柴油发电机组，柴油机输出端通过牵引发电机连接起动变速箱，并通过该变速箱驱动励磁机、起动发电机、后转向架牵引电动机通风机，动力室内并设有空气滤清器、燃油滤清器、燃油输送泵、硅整流柜、励磁整流柜等设备。司机室内在机车正反两个运行方向分别设有主、副操纵台，均安装了主控制器、操纵按钮、空气制动机、仪表和信号显示装置等设备，可满足机车正向和逆向运行时的操纵需要。电气室内设有高低压控制电器柜，手制动机安装在电气室外的车体后端。空气制动装置采用EL-14型空气制动机，并配备一台NPT5型电动空气压缩机。

##### 第二代车型
机车从前到后分别为辅助室、冷却室、动力室、司机室和电气室，其中电气室方向为短罩端，辅助室方向为长罩端。辅助室内设有预热锅炉、空气压缩机、总风缸、手制动机等设备。冷却室内设有冷却水系统和散热装置，冷却室顶部装有一个由静液压马达传动的轴流式风扇，冷却风扇直径为1,600毫米，冷却室两侧共设有28个铜管带式散热器单节，包括高温冷却水系统（10个散热器单节）和低温冷却水系统（18个散热器单节），冷却室下部设有静液压变速箱和前转向架牵引电动机通风机。动力室内安装了一套柴油发电机组，柴油机输出端通过牵引发电机连接起动变速箱，并通过该变速箱驱动励磁机、起动发电机、后转向架牵引电动机通风机，动力室内并设有空气滤清器、燃油滤清器、燃油输送泵、机油滤清器、机油热交换器、膨胀水箱、硅整流柜、励磁整流柜等设备。在大连机车车辆厂和四方机车车辆厂制造的第二代东风5型机车上，司机室内只有在面向长罩端方向的左侧设有司机操纵台。电气室内设有高低压控制电器柜。空气制动装置采用JZ-7型空气制动机，并配备两台NPT5型电动空气压缩机。

##### 第三代车型
第三代的东风5型柴油机车采用了模块化设计，设备布置参考了NJ1型柴油机车的经验，同以往的第一代及第二代车型相比有很大变化。机车从前到后分别为冷却室、动力室、辅助室、电气室、司机室和制动室六个模块，其中制动室方向为短罩端，冷却室方向为长罩端，每个模块使用螺栓与车架连接。冷却室内设有冷却水系统和散热装置，冷却风扇改为双绕组变极电机驱动，冷却风扇直径为1,450毫米，另外还有空气压缩机、压缩空气干燥器、前转向架牵引电动机通风机及辅助电器柜等设备，原本放置在车内的两个总风缸被移至车架下部燃油箱的前后两端。动力室内安装了柴油发电机组、预热锅炉和燃油输送泵。辅助室内设有空气滤清器、起动发电机、辅助交流发电机、辅助传动箱、牵引整流柜和后转向架牵引电动机通风机。电气室内设有高低压控制电器柜和PLC控制装置。制动室内设有手制动装置、行车安全设备和空气制动装置。第三代的东风5型机车并开始采用标准化司机室和铝合金门窗，司机室内只有在面向长罩端方向设有司机操纵台，操纵台的各项设备布置均按照铁道部的标准化规定。空气制动装置采用JZ-7型空气制动机，并配备两台NPT5型电动空气压缩机。

### 柴油机

#### 8V240ZJ
由唐山机车车辆厂制造的第一代东风5型柴油机车，装用一台由大连机车车辆厂设计、唐山机车车辆厂试制的8V240ZJ型柴油机（原型号为8240Z），该型柴油机是在16V240ZJ型柴油机基础上发展而成的8缸机型，属于240/275系列柴油机产品之一。8V240ZJ型柴油机是一款8气缸、四冲程、V型结构、直接喷射、废气涡轮增压、增压空气中间冷却的中速柴油机。气缸内径为240毫米，活塞行程为275毫米，气缸V形夹角为50°，额定转速为每分钟1,100转，最低空载转速为每分钟500转，标定工况下的平均有效压力为1.45兆帕（每平方厘米14.8公斤），UIC标定功率为1,800马力（1,320千瓦），装车功率为1,650马力（1,210千瓦），额定满功率运转时的燃油消耗量为155克/有效马力·小时（211克/有效千瓦·小时）。
8V240ZJ型柴油机的结构与16V240ZJ型柴油机基本相同。机体采用由整体铸钢悬挂式主轴承座和板件组焊成的铸焊组合结构，并采用内外纵分隔的箱形结构和半隧道式的拱形曲轴箱。柴油机气缸由气缸套和冷却水套组成，活塞采用锻铝组合式内油冷活塞，气缸盖由耐热合金铸铁制成，并采用合金球墨铸铁曲轴和锻钢并列连杆。柴油机采用定压增压系统，配备一台45GP802型涡轮增压器，左右两侧气缸排出的废气通过排气支管和总管，分别进入涡轮增压器推动涡轮后排出，而新鲜空气由安装在车体上的空气滤清器吸入，经增压器增压后流经中冷器进行冷却，然后通过进气稳压箱和进气支管进入各个气缸。柴油机采用具有16个档位的转速和功率联合调节器。
1976年至1981年期间，为了改善柴油机的低负荷性能和起动加速性能，铁道部指示大连机车车辆厂和大连内燃机车研究所等单位组成了结合攻关小组，在8V240ZJ型柴油机上进行了多种方案的脉冲增压系统试验，包括多脉冲增压系统和双脉冲增压系统，其脉冲能量转换器的结构并曾于16V240ZJ型柴油机上进行试验。在唐山机车车辆厂生产第三台8V240ZJ型柴油机上应用了多脉冲增压系统，并完成了100小时可靠性试验后装车运用，试验结果显示机车起动牵引力和加速度有所改善，且装拆检修也较方便。

#### 8240ZJ
由于8V240ZJ型柴油机的震动问题无法找到妥善的解决办法，由大连机车车辆厂和四方机车车辆厂改进的第二代东风5型机车，改为使用经过重新设计、气缸直立布置的8240ZJ型柴油机（或称8L240ZJ型），它是在16V240ZJB型柴油机基础上发展而成，同样属于240/275系列柴油机产品，虽然机体总体结构有较大变化，但其大部分零部件仍然能够和16V240ZJB型柴油机通用互换。8240ZJ型柴油机是一款直列八缸、四冲程、直接喷射、废气涡轮增压、增压空气中间冷却的中速柴油机。气缸内径为240毫米，活塞行程为275毫米，额定转速为每分钟1,000转，最低空载转速为每分钟400转，标定工况下的平均有效压力为1.609兆帕（每平方厘米16.4公斤），UIC标定功率为1,800马力（1,320千瓦），装车功率为1,650马力（1,210千瓦），额定满功率运转时的燃油消耗量为155克/有效马力·小时（211克/有效千瓦·小时）。柴油机采用铸焊组合结构（大连厂）或整体铸造（四方厂）的矩形机体、球墨铸铁内油冷活塞、合金球墨铸铁曲轴（大连厂）或合金钢锻压曲轴（四方厂）、耐热合金铸铁汽缸盖、簧片式弹性联轴节（大连厂）或盖斯林格联轴节（四方厂）。
8240ZJ型柴油机还吸取了16V240ZJ型柴油机历年来的改进经验，例如降低空转转速和标定转速、采用单螺旋柱塞喷油泵、由步进电机驱动的无级调速联合调节器等，使其燃油经济性有了显著提高。柴油机采用定压增压系统，配备一台由天津机车车辆机械厂生产的45GP802-1型或45GP802-3型涡轮增压器。部分在高原地区运用的东风5型机车选用大连内燃机车研究所设计的ZN300-LSDC型增压器（定压增压），使柴油机标定功率提升至2,000马力（1,470千瓦）。空气过滤装置采用两级空气滤清，第一级为旋风筒式惯性滤清器，第二级为钢板网式滤清器。柴油机由ZQF-80型起动发电机起动，其电源由蓄电池供给。柴油机完成起动后，起动发电机由直流串励电动机变为直流他励发电机，并通过电压调整器输出110伏直流电，作为辅助发电机使用，用来给蓄电池充电并和向辅助电路及控制电路供电。

#### 8240ZJC
由四方机车车辆厂自1999年起生产的东风5型机车，装用一台经过改良设计的8240ZJC型柴油机。这是一款直列八缸、四冲程、直接喷射、废气涡轮增压、增压空气中间冷却的高增压中速柴油机。气缸内径为240毫米，活塞行程为275毫米，额定转速为每分钟1,000转，最低空载转速为每分钟430转，标定工况下的平均有效压力为1.775兆帕（每平方厘米18.1公斤），UIC标定功率为2,000马力（1,470千瓦），装车功率为1,800马力（1,324千瓦），额定满功率运转时的燃油消耗量为153克/有效马力·小时（208克/有效千瓦·小时）。柴油机采用球墨铸铁整体铸造的矩形机体、钢顶铝裙组合式活塞、机油震荡冷却方式、合金钢锻压曲轴、盖斯林格联轴节。柴油机采用定压增压系统，配备一台由大连内燃机车研究所研制的ZN300型增压器。柴油机采用无级调速的全制式液压联合调节器。空气过滤装置采用V型波浪滤网、多旋流管式惯性滤清器、纸质滤清器组成三级空气滤清器。柴油机由ZQF412型起动发电机起动。此外，8240ZJC型柴油机亦被应用于NJ1型柴油机车。
此外，为了使8240ZJ型柴油机的万有特性更适合调车机车使用，部分东风5型机车曾试用四方机车车辆厂研制的8240ZJD型和8240ZJS型柴油机，除了增压系统和燃油喷射装置略有差异外，两者的基本结构均与8240ZJC型柴油机大同小异。8240ZJD型柴油机采用MPC增压系统（一台VTC254-13型轴流式增压器），而8240ZJS型柴油机则采用双径流增压系统（两台径流式增压器分别置于柴油机两端）。

#### 6PA6L-280
由四方机车车辆厂生产的东风5型1007号机车，试装一台由陕西柴油机厂（四O八厂）制造的6PA6L-280型柴油机。该型柴油机是由法国热机研究所（SEMT）研制，中国船舶工业总公司因应海军舰艇推进动力的需求，于1978年与法国热机研究所签订了关于引进PA6系列柴油机的生产许可证协议，陕西柴油机厂自1983年起生产国产化的PA6系列柴油机。6PA6L-280型柴油机是一款直列六缸、四冲程、直接喷射、废气涡轮增压、增压空气中间冷却的中速柴油机。气缸内径为280毫米，活塞行程为290毫米，额定转速为每分钟1,000转，最低空载转速为每分钟400转，标定工况下的平均有效压力为2.02兆帕（每平方厘米20.6公斤），UIC标定功率为2,400马力（1,765千瓦），额定满功率运转时的燃油消耗量为159克/有效马力·小时（216克/有效千瓦·小时），而为了配合东风5型机车的电传动装置，该柴油机按2,000马力（1,470千瓦）装车运用。柴油机采用球墨铸铁整体铸造机体、钢顶铝裙组合式活塞、合金钢锻压曲轴、铸铁湿式气缸套。柴油机采用MPC增压系统，配备一台ABB VTC 254型增压器。同型柴油机亦被应用于大同机车厂在1989年试制的大同型柴油机车。

### 传动系统
东风5型机车采用交—直流电传动装置，柴油机曲轴通过联轴节驱动一台交流同步发电机发出三相交流电，经由硅二极管组成的三相桥式整流装置整流为直流电后，再将电能输送给两台转向架上的六台直流牵引电动机，通过传动齿轮驱动轮对。柴油机与主发电机之间采用半刚性（早期）或弹性联轴节（后期）连接。对于第一代和第二代的东风5型机车，其主发电机、牵引电动机、起动发电机和励磁机型号均与东风4型柴油机车相同。

#### 牵引发电机
第一代及第二代车型采用TQFR-3000型三相交流同步发电机，额定容量为2,985千伏安，额定电压为438／613伏特，额定电流为3,936／2,805安培，额定转速为每分钟1,100转，定子及转子绝缘等级均为F级，冷却方式为径向自通风式，主发电机净重为4,985公斤。牵引发电机的励磁电流由一台专门的励磁机供给（下述），励磁机由柴油机通过启动变速箱驱动，其发出的交流电经励磁整流器转换为直流电后，给发电机的转子励磁绕组励磁。
第三代车型采用无刷励磁的JF208C型三相凸极式交流同步发电机，利用内置式旋转整流装置及励磁机代替了外置式励磁机，发电机转子上设有主发电机的励磁绕组和励磁机的三相电枢绕组，而励磁机的励磁绕组则设在主发电机定子上。额定容量为2,570千伏安，额定电压为386／606伏特，额定电流为3,840／2,444安培，额定转速为每分钟1,000转，定子及转子绝缘等级均为H级，冷却方式为径向自通风式，主发电机净重为5,500公斤。同系列的JF208S型同步发电机亦被应用于NJ1型柴油机车。

#### 整流装置

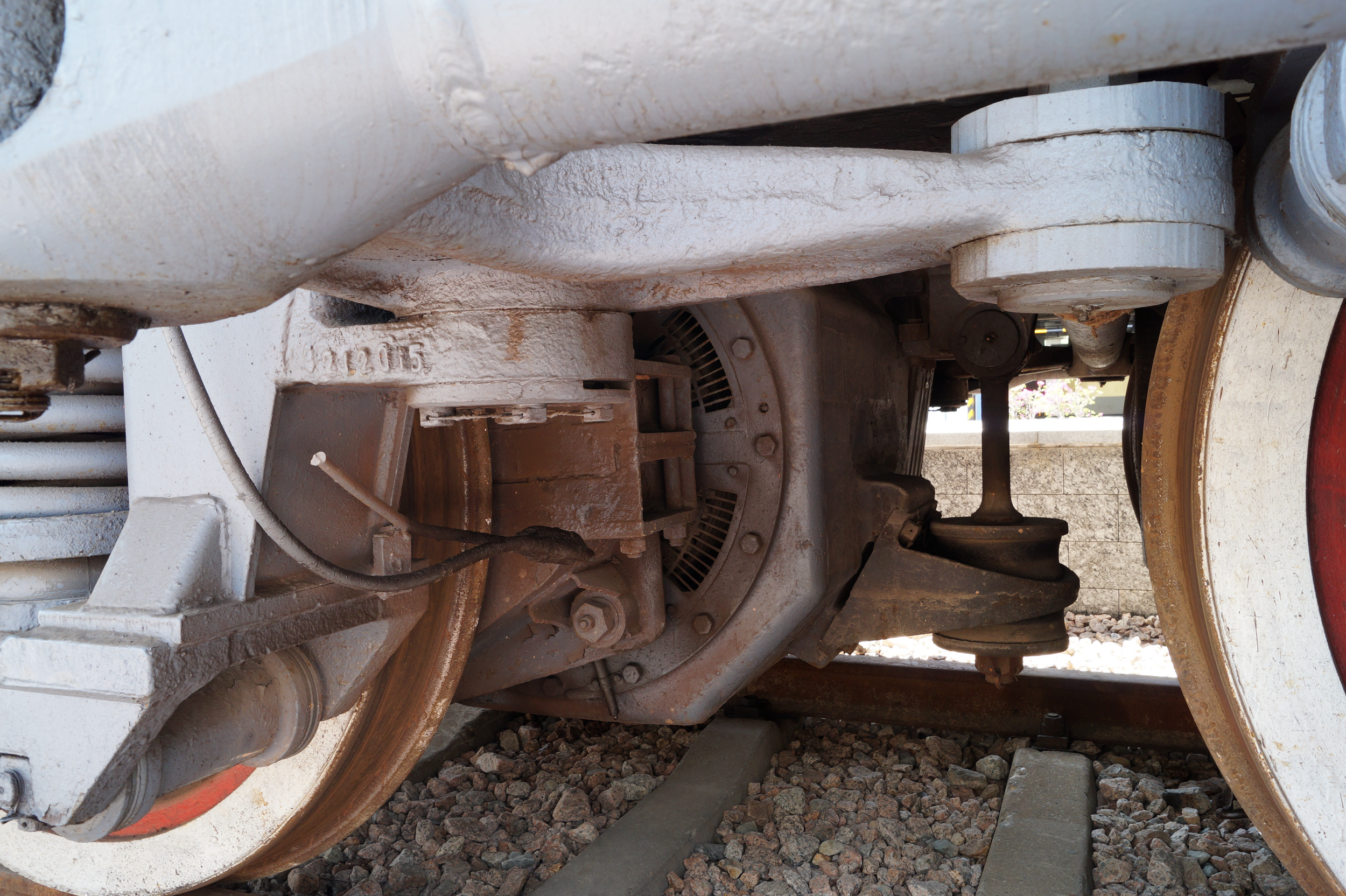
ZQDR-410型牵引电动机

牵引发电机发出的三相交流电由硅整流装置转换成直流电，整流装置是由硅二极管元件组成的三相桥式全波整流电路。第一代东风5型机车的整流柜是由牵引整流部分（24个二极管元件）和励磁整流部分（6个二极管元件）组成。第二代东风5型机车采用与东风4型柴油机车相同的GTF-4800/770型硅整流装置，由六个串联的整流桥臂组成，每一桥臂有六个并联的ZP500-20型风冷平板式整流二极管，每台整流柜共有36个二极管元件，硅整流装置的最大直流输出电压为770伏特，额定直流输出电流为4,800安培。第三代东风5型机车采用GZTD70型硅整流装置，由两组桥式全波整流电路并联组成，每组整流桥内设有6个ZPA2500-20型二极管元件，每组整流桥向一个转向架的三台牵引电动机供电，最大直流输出电压为770伏特，额定直流输出电流为2×2,400安培。

#### 牵引电动机
东风5型机车采用ZQDR-410型四极串励牵引电动机，额定功率为410千瓦，额定电压为550伏特，额定电流为800安培，额定转速为每分钟640转，最高转速为每分钟2,365转，定子及电枢绝缘等级分别为H级和F级，冷却方式为强迫通风。在最初试制的东风5型0001号机车上，原始设计为六台牵引电动机全部并联连接、无磁场削弱，但因为恒功率励磁系统（下述）的起动加速性能欠佳，从东风5型0002号机车开始改为“两串三并”方式，即每两台牵引电动机为一组串联连接，三组牵引电动机为并联连接，同时由于恒功率速度范围向低速区偏移，因此为牵引电动机回路加上三级磁场削弱，磁场削弱率分别为50%、38%、28%，使最高恒功率速度可达98.5公里/小时。后来，第二代和第三代的东风5型机车为了改善电动机换向性能和可靠性，再度采用全并联连接、无磁场削弱的设计，最高恒功率速度下调至65公里/小时（第二代）或67公里/小时（第三代）。

### 控制系统

#### 功调电阻励磁调节装置
第一代的东风5型机车采用与东风4型机车完全相同的励磁控制系统，恒功率励磁调节主要是依靠柴油机联合调节器来完成。联合调节器对应于每一档柴油机转速都有恒定的给油量，使柴油机的扭矩保持恒定，从而使柴油机保持恒功率。自动调节励磁系统采用由联合调节器伺服油压马达带动变阻器的方式，整个系统主要由测速发电机、励磁机、励磁整流柜和联合调节器的功率调节滑阀等环节组成。励磁机励磁电流是由柴油机经启动变速箱驱动的测速发电机供电。测速发电机是一台他励直流发电机，测速发电机的励磁电流是由110伏直流电经一个功率调节电阻供给，功率调节电阻的滑动触点由联合调节器上的功率伺服油压马达带动，它根据柴油机工作状况（欠载或过载）自动地调节可变电阻器的阻值，从而改变测速发电机的励磁电流，并经测速发电机和励磁机二级放大后，间接地改变了牵引发电机的输出功率。
这种励磁系统的最大缺陷是在低档位无法产生作用，致使机车的起动加速性能强差人意，而且该系统反应时间长、动态性能差，当牵引负载突变时往往未能及时调整牵引发电机的励磁。由于该系统是以司机控制器手柄在第8档（对应柴油机转速每分钟780转）、功率调节电阻从短路到全部接入时，获得完整的牵引发电机外特性作为基准来确定功率调节电阻的阻值，因而产生了第8档以下低档位时功调电阻调节量不足、牵引发电机处于最小励磁电流状况下转运的问题，导致机车在柴油机低转速时的输出功率太低。这对于起动频繁的调车机车无疑是致命缺陷，因此从东风5型0002号机车开始只好将牵引电动机全并联改为“两串三并”作为暂时对策，其低速性能始能勉强满足调车作业的要求。

#### 电子恒功率励磁调节装置
1976年，为了利用电力电子技术改善东风5型机车的牵引性能，铁道部科学研究院机车车辆研究所应唐山机车车辆厂的要求，为东风5型机车设计了电子恒功率励磁控制系统。铁科院的电子恒功率系统方案采用柴油机转速作为牵引发电机的功率给定信号，并采用霍尔传感器作为牵引发电机的电压、电流和功率信号检测器，通过由运算放大器组成的比例积分调节器（PI）对给定信号和检测信号进行比较，而电压—频率变换器（VFC）和定宽变频式晶闸管斩波器则作为执行元件，用来改变励磁机的励磁电流，继而调节牵引发电机的输出功率。1977年，先后安装在东风5型0001号机车和东风4型0113号机车上进行试验。
1982年，大连内燃机车研究所和大连机车车辆厂为东风5型柴油机车研制出DHL-II型电子恒功率励磁调节器，该电子恒功率系统是由稳压电源、信号检测、基准给定、增压器转速检测变换、综合比较、斩波器等组件构成。牵引发电机的电压、电流信号由牵引整流柜交流侧通过电压互感器、电流互感器取得，并传送给由运算放大器组成的乘法器得出发电机功率信号。基准给定信号是由与司机控制器手柄挡位相对应的柴油机转速而产生。发电机功率信号、增压器转速信号、基准给定信号输入到由集成运算放大器和比例积分调节器构成的综合比较组件，经比较后得出的调节信号输入到电压—频率变换器和定宽变频式晶闸管斩波器，从而改变励磁机的励磁电流。DHL-II型励磁调节器先后安装在东风4型0188号机车和东风5型0029号机车上进行试验。1989年，DHL-II型励磁调节器正式通过中车公司技术鉴定，并开始在第二代的东风5型柴油机车上被广泛使用。由于第二代车型已改用无级调速的联合调节器，因此功率基准给定信号改为经由测速发电机和函数发生器得出，而功率检测乘法器亦改用模拟乘法器以简化电路。后来，为了提高电子恒功率励磁调节器的可靠性，将原来调节器直接控制励磁机励磁电流的方式，改为控制测速发电机的励磁电流，并在斩波器中使用高反压三极管取代晶闸管。

#### 微机恒功率励磁控制系统
大连内燃机车研究所于1985年成功为东风4B型柴油机车研制出使用Zilog Z80微处理器的微机励磁控制装置之后，于1989年为东风5型柴油机车设计了WKL98-2型微机励磁控制系统。该系统是以英特尔8098单片机为核心，由电源插件、数字—模拟转换插件、计算机插件、励磁控制插件、外接调试插件等部分组成。从各个传感器发送的各种反馈信号，包括柴油机转速、发电机输出电压及电流、车外大气压力等，经模拟—数字转换后从I/O端口输入系统，电脑程序将发电机电压、电流、功率反馈值，与对应于某个柴油机转速下的预设值进行反复比较及得出误差信号，经过比例积分运算后输出一组数字调整信号，再经由数字—模拟转换器将之转换成模拟信号电压，并由斩波器来控制测速发电机之励磁电流。1994年起，WKL98-2型微机励磁控制系统开始在四方机车车辆厂生产的第二代东风5型机车上应用。后来，东风5型机车还先后使用过四方机车车辆厂生产的JWK-1S型微机控制系统，以及大连机车研究所和四方机车车辆厂合作研制的WK-1L型、WK-2型简统化微机控制系统，其架构和原理皆与WKL98-2类似。

#### PLC控制系统
第三代的东风5型柴油机车使用以日本欧姆龙CQM1H型可编程控制器（PLC）作为核心的控制系统。控制系统具有柴油机恒功率控制、机车低恒速控制、辅助电机控制、机车逻辑控制、机车各系统保护、高原修正设置，以及故障检测、保护及显示纪录等多种功能，司机操作台上并设有彩色液晶显示器显示机车状况。PLC对柴油机转速、牵引发电机的电压和电流进行比较，并通过斩波器控制励磁机的励磁电流，由此达到恒功率控制的目的。PLC控制系统后来亦被沿用到东风7G型柴油机车。部分早期生产的第二代东风5型机车在大修时也改装可编程控制器，取代原来的电子恒功率励磁控制系统以提高可靠性。

### 转向架

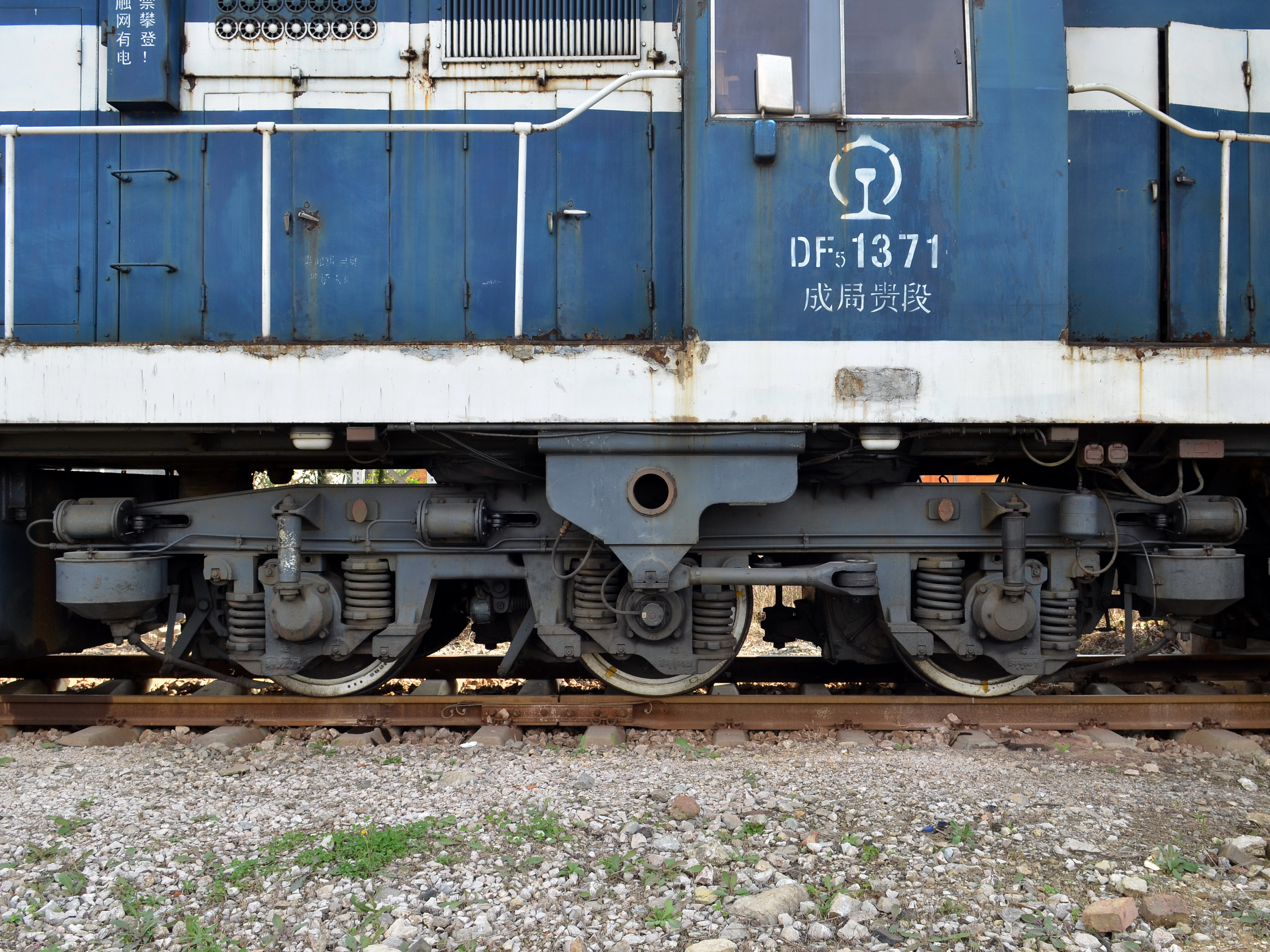
东风5型机车的三轴转向架

机车轴式为Co-Co，走行部为两台相同的无导框式三轴转向架。转向架的主要结构与东风4型柴油机车大致相同，但根据调车机车的特点作出了一些改动。转向架采用钢板组焊成封闭式箱形结构的“目”字形构架，由箱形截面的两根侧梁、两根横梁、前后端梁组焊而成。轮对轴箱内装有四列向心圆柱滚子轴承，轴箱定位装置采用拉杆式弹性定位结构，轴箱通过装有橡胶关节元件的上、下轴箱拉杆与构架相连接，实现轴箱相对于构架的横向和纵向定位。转向架采用四点支承的旁承装置，车体全部重量通过八个旁承由两台转向架支承，转向架与车体间还设有缓冲侧挡装置。
弹簧悬挂装置分为一系和二系悬挂两部分。一系悬挂采用独立悬挂形式，包括轴箱与构架之间的轴箱圆弹簧，以及用于衰减吸收来自轨道高频振动的橡胶垫，以及在1、3、4、6轴装有并列的液压减震器；二系悬挂为转向架构架与车体之间的旁承橡胶堆。第一代车型的一系及二系悬挂静挠度为114毫米和13毫米，第二代及第三代车型为120毫米和16毫米。牵引力和制动力通过低位平行四杆牵引杆机构传递，牵引点至轨面距离725毫米。
牵引电动机采用单侧齿轮传动的轴悬式驱动方式（滑动抱轴承式半悬挂），即牵引电动机的一侧通过抱轴瓦（滑动轴承）刚性地支承在车轴上，另一侧通过弹性元件（橡胶垫）和吊杆悬挂在转向架构架上。全部牵引电动机采用顺置排列方式，即牵引电动机都放在车轴的同一侧，可以有效地减少轴重转移的幅度，牵引齿轮传动比为4.5（63：14）。基础制动方式为带闸瓦间隙自动调节器的单侧踏面制动，每个车轮各有一套制动装置，当机车施行制动时，制动缸从空气制动机获得压缩空气，并通过杠杆机构使闸瓦抱轮产生制动作用。停车制动为手制动装置。

### 技术数据
|                        | 第一代                 | 第二代                                   | 第二代                                      | 第二代                 | 第二代                 | 第二代                 | 第二代                 | 第三代                 |
| ---------------------- | ---------------------- | ---------------------------------------- | ------------------------------------------- | ---------------------- | ---------------------- | ---------------------- | ---------------------- | ---------------------- |
| 制造工厂               | 唐山机车车辆厂         | 大连机车车辆厂                           | 四方机车车辆厂                              | 四方机车车辆厂         | 四方机车车辆厂         | 四方机车车辆厂         | 四方机车车辆厂         | 四方机车车辆厂         |
| 数量（台）             | 32                     | 11                                       | 696                                         | 1                      | 251                    | 11                     | 15                     | 132                    |
| 机车编号               | 0001～0032             | 1001、1068、1090、6001～6005、9001～9003 | 1002～1006、1008~1067、1069~1089、1091~1700 | 1007                   | 1701～1951             | 4001~4011              | 5001~5015              | 1952～2083             |
| 生产年份               | 1976年—1980年          | 1984年—1991年                            | 1984年—1999年                               | 1986年                 | 1999年—2002年          | 1989年—1992年          | 1989年—1992年          | 2002年—2006年          |
| 轴式                   | Co-Co                  | Co-Co                                    | Co-Co                                       | Co-Co                  | Co-Co                  | Co-Co                  | Co-Co                  | Co-Co                  |
| 柴油机                 | 8V240ZJ                | 8240ZJ                                   | 8240ZJ                                      | 6PA6L-280              | 8240ZJC                | 8240ZJ                 | 8240ZJ                 | 8240ZJC                |
| UIC标定功率            | 1,800马力（1,320千瓦） | 1,800马力（1,320千瓦）                   | 1,800马力（1,320千瓦）                      | 2,400马力（1,765千瓦） | 2,000马力（1,470千瓦） | 1,800马力（1,320千瓦） | 1,800马力（1,320千瓦） | 2,000马力（1,470千瓦） |
| 装车功率               | 1,650马力（1,210千瓦） | 1,650马力（1,210千瓦）                   | 1,650马力（1,210千瓦）                      |                        | 1,800马力（1,324千瓦） | 1,650马力（1,210千瓦） | 1,650马力（1,210千瓦） | 1,800马力（1,324千瓦） |
| 标称功率（千瓦）       | 1,250马力（930千瓦）   | 1,250马力（930千瓦）                     | 1,250马力（930千瓦）                        |                        | 1,400马力（1,040千瓦） | 1,250马力（930千瓦）   | 1,250马力（930千瓦）   | 1,400马力（1,040千瓦） |
| 构造速度（公里/小时）  | 100                    | 80                                       | 100                                         | 100                    | 100                    | 100                    | 100                    | 100                    |
| 持续速度（公里/小时）  | 8.9                    | 9.18                                     | 9.18                                        | 9.18                   | 9.18                   | 9.18                   | 9.18                   | 10.9                   |
| 起动牵引力（千牛）     | 349                    | 397                                      | 392.4                                       | 392.4                  | 392.4                  | 392.4                  | 392.4                  | 435                    |
| 持续牵引力（千牛）     | 302                    | 315.7                                    | 315.8                                       | 315.8                  | 315.8                  | 315.8                  | 315.8                  | 324                    |
| 牵引齿轮传动比         | 63：14                 | 63：14                                   | 63：14                                      | 63：14                 | 63：14                 | 63：14                 | 63：14                 | 63：14                 |
| 传动方式               | 交—直流电传动          | 交—直流电传动                            | 交—直流电传动                               | 交—直流电传动          | 交—直流电传动          | 交—直流电传动          | 交—直流电传动          | 交—直流电传动          |
| 主发电机               | TQFR-3000              | TQFR-3000                                | TQFR-3000                                   | TQFR-3000              | TQFR-3000              | TQFR-3000              | TQFR-3000              | JF208C                 |
| 硅整流柜               | ?                      | GTF-4800/770                             | GTF-4800/770                                | GTF-4800/770           | GTF-4800/770           | GTF-4800/770           | GTF-4800/770           | GZTD70                 |
| 牵引电动机             | ZQDR-410               | ZQDR-410                                 | ZQDR-410                                    | ZQDR-410               | ZQDR-410               | ZQDR-410               | ZQDR-410               | ZQDR-410               |
| 驱动方式               | 轴悬式驱动方式         | 轴悬式驱动方式                           | 轴悬式驱动方式                              | 轴悬式驱动方式         | 轴悬式驱动方式         | 轴悬式驱动方式         | 轴悬式驱动方式         | 轴悬式驱动方式         |
| 整备重量（吨）         | 120                    | 135                                      | 138                                         | 138                    | 138                    | 138                    | 138                    | 138                    |
| 轴重（吨）             | 20                     | 22.5                                     | 23                                          | 23                     | 23                     | 23                     | 23                     | 23                     |
| 通过最小曲线半径（米） | 80                     | 100                                      | 100                                         | 100                    | 100                    | 100                    | 100                    | 138                    |
| 转向架轴距（毫米）     | 2 × 1,800              | 2 × 1,800                                | 2 × 1,800                                   | 2 × 1,800              | 2 × 1,800              | 2 × 1,800              | 2 × 1,800              | 2 × 1,800              |
| 基础制动方式           | 单侧单闸瓦杠杆制动     | 单侧单闸瓦杠杆制动                       | 单侧单闸瓦杠杆制动                          | 单侧单闸瓦杠杆制动     | 单侧单闸瓦杠杆制动     | 单侧单闸瓦杠杆制动     | 单侧单闸瓦杠杆制动     | 单侧单闸瓦杠杆制动     |
| 车钩中心线间距（毫米） | 16,900                 | 18,800                                   | 18,800                                      | 18,800                 | 18,800                 | 18,800                 | 18,800                 | 19,400                 |
| 车体宽度（毫米）       | 3,300                  | 3,285                                    | 3,285                                       | 3,285                  | 3,285                  | 3,285                  | 3,285                  | 3,285                  |
| 车体高度（毫米）       | 4,550                  | 4,752                                    | 4,752                                       | 4,752                  | 4,752                  | 4,752                  | 4,752                  | 4,648.5                |
| 新轮轮径（毫米）       | 1,050                  | 1,050                                    | 1,050                                       | 1,050                  | 1,050                  | 1,050                  | 1,050                  | 1,050                  |
| 燃油储备量（升）       | 5,000                  | 5,500                                    | 5,500                                       | 5,500                  | 5,500                  | 5,500                  | 5,500                  | 6,000                  |
| 机油储备量（公斤）     | 800                    | 800                                      | 800                                         | 800                    | 800                    | 800                    | 800                    | 800                    |
| 水装载量（公斤）       | 800                    | 800                                      | 800                                         | 800                    | 800                    | 800                    | 800                    | 800                    |
| 砂装载量（公斤）       | 800                    | 800                                      | 500                                         | 500                    | 500                    | 500                    | 500                    | 500                    |
| 车钩型式               | 13号上开式             | 13号上开式                               | 13号上开式                                  | 13号上开式             | 13号上开式             | 13号上开式或SA-3型     | 13号上开式或SA-3型     | 13号上开式             |

## 重大事故

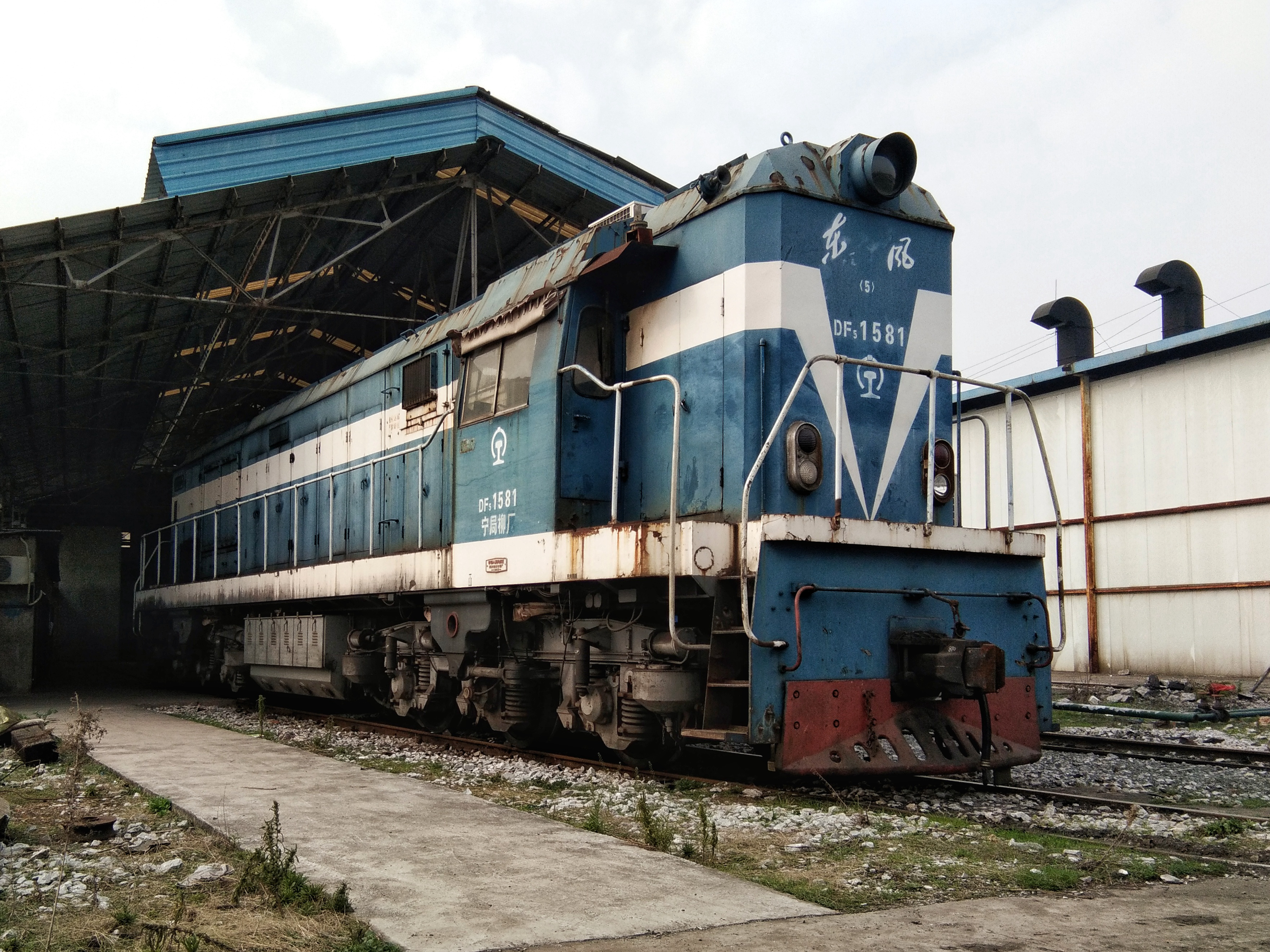
事故后被修复的东风5型1581号机车于柳州机车车辆厂内（2018年1月）

- 1993年4月13日清晨4时许，哈尔滨铁路局齐齐哈尔铁路分局昂昂溪机务段的东风5型1119号机车，担当富拉尔基站二调作业，由第一重型机器厂牵引37辆货车返回站内，原计划经第四牵出线向西场转线，但调车过程中正、副司机先后睡着，当列车接近第四牵出线尽头土档时，两人才猛然醒来并采取紧急制动，机车因惯性冲出土档后撞倒一幢信号楼，导致楼房内5人死亡、3人受伤。
- 1995年11月8日凌晨0时08分，乌鲁木齐铁路局北疆铁路公司奎屯机务段的东风5型1081号机车，在阿拉山口站由2道转线逆向去站内1道等候计划时，因司机精力不集中、间断瞭望、臆测行车，与1道停留的14次国际旅客列车发生正面冲突。构成列车冲突险性事故[17]。
- 1996年6月27日下午3时30分，中石化总公司大庆石化总厂的东风5型1312号机车，在热电厂煤专用线牵引43辆煤车运行。当列车经过工厂外4号平交道口时，因值班道口员擅自离岗且关闭警报系统，导致列车与一辆拖拉机相撞，拖拉机上三人当场死亡[18]。
- 2001年6月19日下午2时05分，哈尔滨铁路局佳木斯铁路分局南岔机务段的东风5型1278号机车，进入南岔机务段北库6道准备进行定检。由于该机车副司机趁司机不在车上擅自驾驶机车出库，挤坏段内21、33号道岔闯入南岔站内并由3道进入区间，于下午5时05分在绥佳线上行线K217+881处与6532次旅客列车尾部相撞，造成一名旅客和一名列车工作人员受轻伤，东风5型1278号机车小破，6532次列车尾部行李车（XL25B 5534）中破，6532次列车晚点47分，构成旅客列车冲突大事故[19]。经有关部门精神鉴定，肇事者为颅脑外伤所致精神障碍，无刑事责任能力。
- 2014年12月3日上午10时30分，南宁铁路局柳州机务段的东风5型1581号机车，在柳州机车车辆厂进行单机调车作业时，因机车制动失效而冲出厂北门端头土墙，进入和平路机电厂家属区小区停车场，无人员伤亡[20]。

## 机车命名
| 机车编号 | 机车命名   | 所属铁路局或运用单位                 | 所属机务段 | 状态（截至2020年10月） |
| -------- | ---------- | ------------------------------------ | ---------- | ---------------------- |
| DF5-1059 | 青年文明号 | 柳州铁路局→南宁铁路局→南宁局集团公司 | 柳州机务段 | 已摘牌、运用中         |
| DF5-1438 | 奋进号     | 广州铁路集团→广州局集团公司          | 龙川机务段 | 运用中                 |
| DF5-1921 | 党员先锋号 | 广州铁路集团→广州局集团公司          | 长沙机务段 | 运用中                 |
| DF5-2034 | 党员先锋号 | 成都铁路局→成都局集团公司            | 成都机务段 | 运用中                 |

## 车辆保存

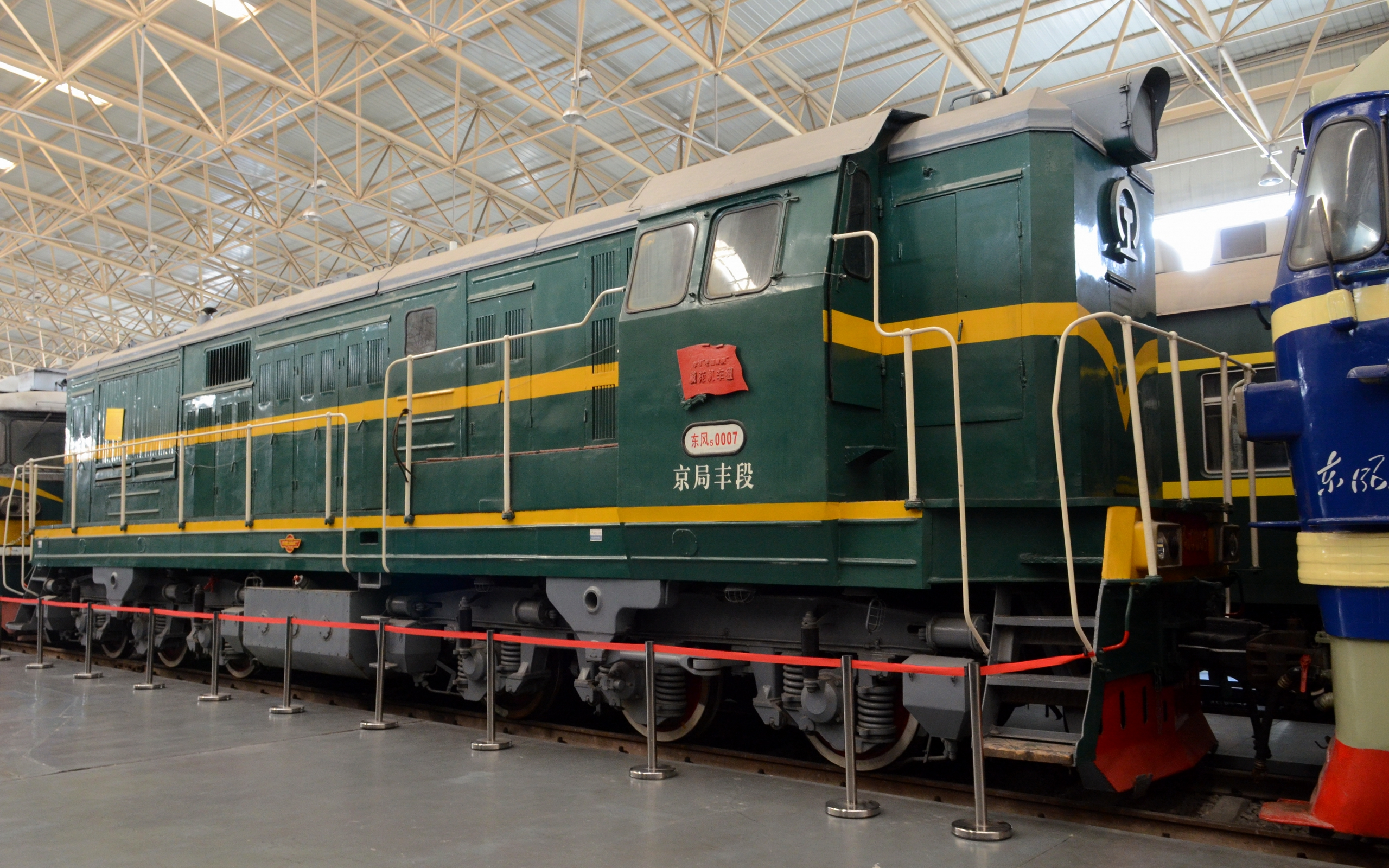
中国铁道博物馆内的东风5型0007号机车

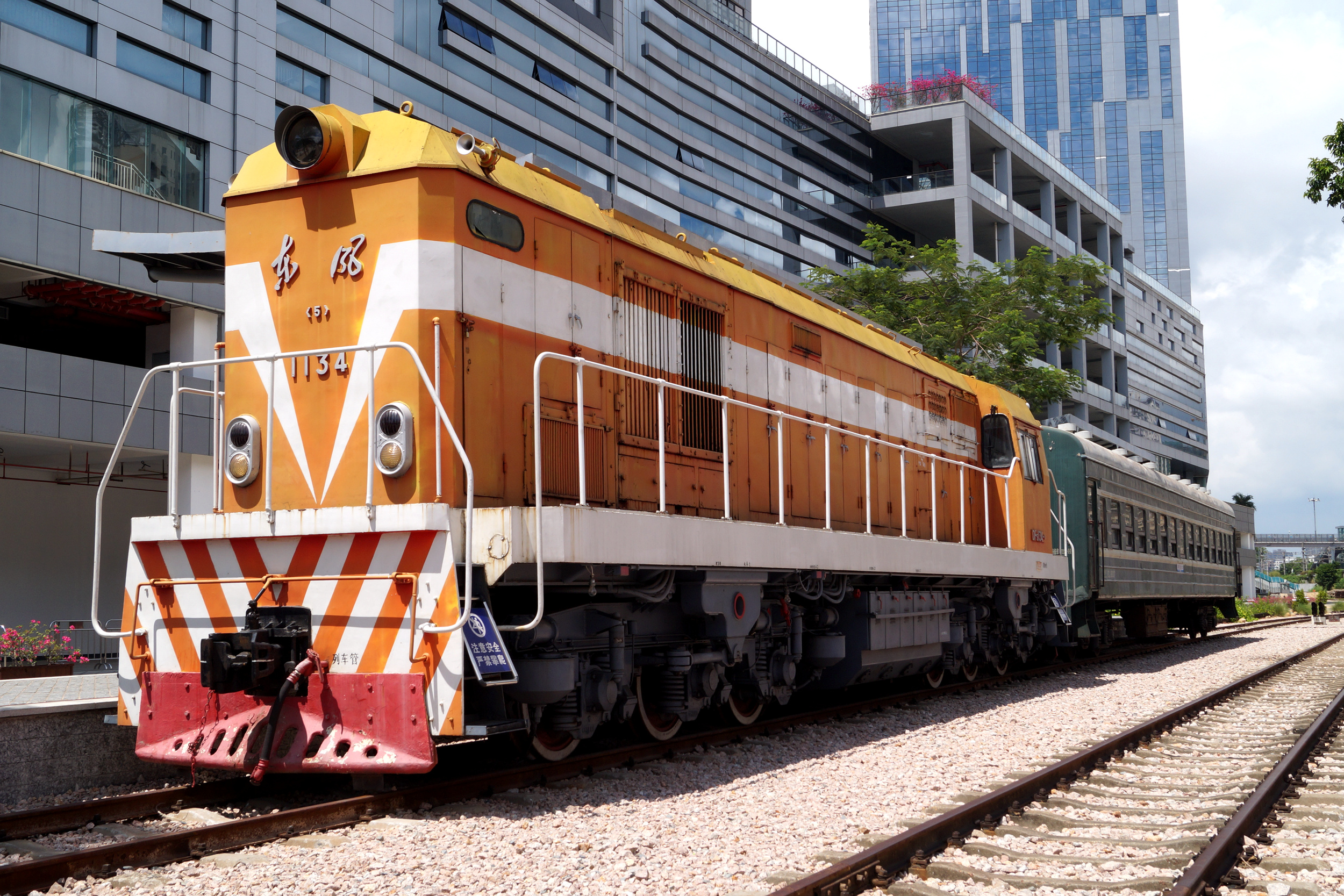
深圳清水河铁路公园内的东风5型1134号机车

- 东风5型0007号机车：由唐山机车车辆厂于1977年制造，曾配属北京铁路局丰台机务段，于2003年退役后移交给中国铁道博物馆作静态展示。
- 东风5型0012号机车：由唐山机车车辆厂于1978年制造，现存放在位于河北省衡水市的衡水铁路电气化学校 ，作为教学用车。
- 东风5型0022号、0023号机车：由唐山机车车辆厂于1979年制造，曾配属上海港务局上海港第十装卸作业区（后改制为上港集团军工路分公司），担当军工路港区专用线军工路港与国铁何家湾站之间的货车牵引任务。2004年，这两台东风5型机车曾于上海机务段进行轻大修。2013年，上港集团从杭州机务段购入东风4B型7242号机车，东风5型0022号及0023号机车改为备用机车。2015年，由于军工路港区铁路专用线停用，这三台机车均被封存于上港十区。
- 东风5型0031号机车：由唐山机车车辆厂于1980年制造，曾配属济南铁路局济南机务段，退役后移交给位于山东省济南市的济南铁路机械学校（后改制为济南铁道职业技术学院、山东职业学院），作为教学用车。
- 东风5型1001号机车：由大连机车车辆厂于1984年制造，曾配属济南铁路局济南机务段，于2018年退役后存放在济南机务段内，作为动车组救援演练用车。
- 东风5型1043号机车：由四方机车车辆厂于1989年制造，曾配属沈阳铁路局苏家屯机务段和锦州机务段，退役后于2009年移交给位于沈阳市苏家屯区的沈阳铁路陈列馆作静态展示。
- 东风5型1134号机车：由四方机车车辆厂于1992年制造，售予深业集团用于深圳市清水河铁路支线，曾经在罗湖区清水河仓库一带担当调车作业。2016年，这台机车连同深业集团的另一台调车机车（东风型2207号机车），被放置于新建的清水河铁路公园（位于深圳地铁3号线草埔站、深业进元大厦旁）作静态展示。
- 东风5型1311号机车：由四方机车车辆厂于1994年制造，售予秦皇岛港务局（后改制为河北港口集团）投入秦皇岛港区铁路运用，退役后放置于河北省秦皇岛市海港区的秦皇岛西港花园作静态展示。
- 东风5型1492号机车：由四方机车车辆厂于1996年制造，曾配属哈尔滨铁路局哈尔滨机务段，退役后保存于哈尔滨市道里区的中东铁路公园作静态展示。
- 东风5型1904号机车：由四方机车车辆厂于2001年制造，曾配属上海铁路局杭州机务段，于2019年退役后保存于上海铁路局杭州机务段乔司车间作静态展示。为纪念闸口机务段于1967年更名为杭州机务段，段方将该机车的编号变更为1967号。
- 东风5型1920号机车：由四方机车车辆厂于2001年制造，曾配属济南铁路局徐州机务段，退役后保存于徐州机务段徐州北运用车间。为纪念徐州机务段始建于1909年，段方将该机车的编号变更为1909号。

## 参看
- 东风2型柴油机车
- 东风4型柴油机车
- 东风5B型柴油机车
- 东风5D型柴油机车
- 东风7型柴油机车
- 东风7G型柴油机车
- ND3型柴油机车

## 外部連結
- （简体中文）中国北车股份有限公司：东风5型调车内燃机车产品介绍